# Tesla Model S
| Sterne im US-NCAP-Crashtest (2013) | 5 Sterne im US-NCAP-Crashtest |

| Sterne im Euro-NCAP-Crashtest (2014) | 5 Sterne im Euro-NCAP-Crashtest |

| Sterne im Euro-NCAP-Crashtest (2022) | 5 Sterne im Euro-NCAP-Crashtest |

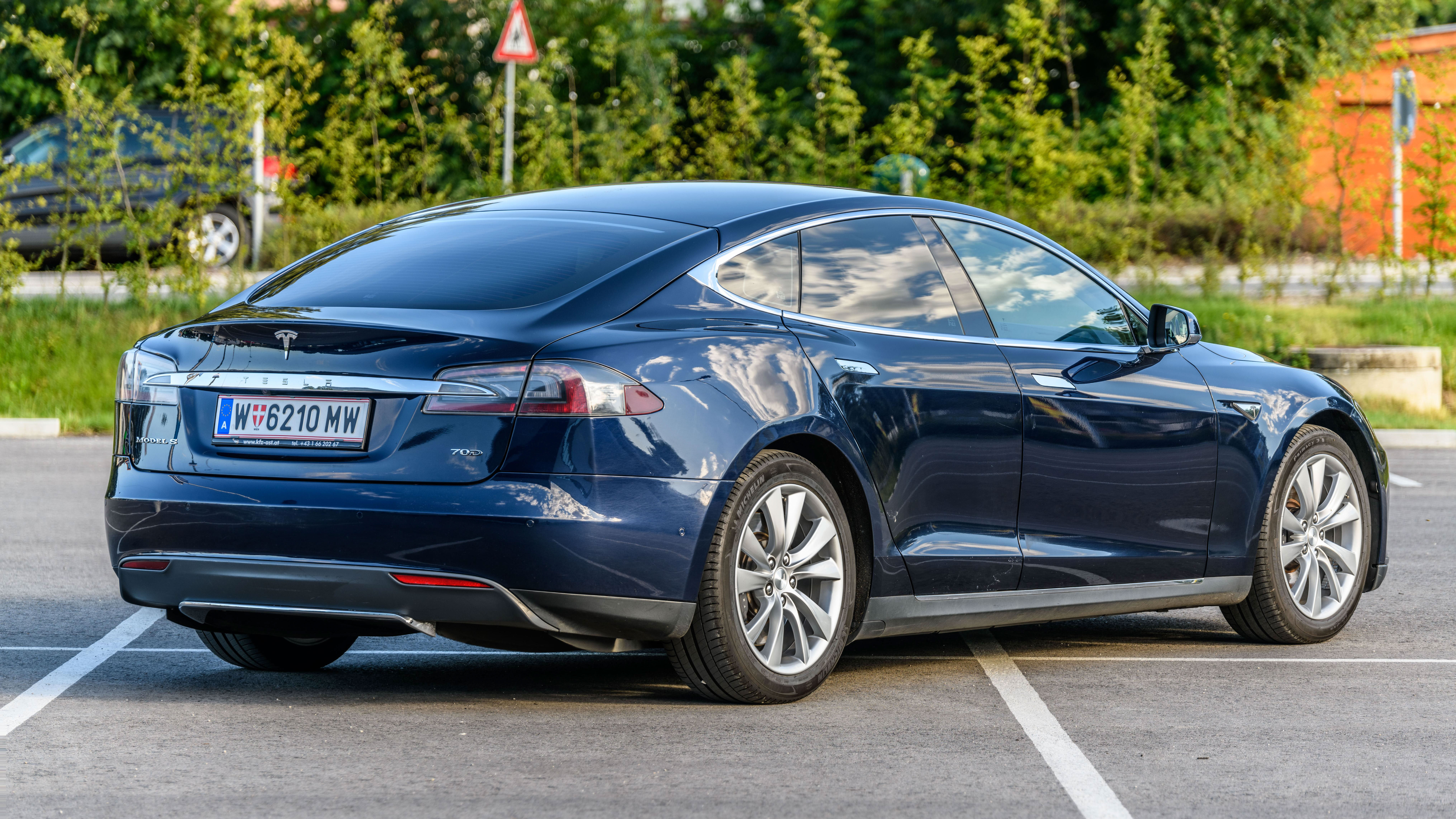
Heckansicht des Model S

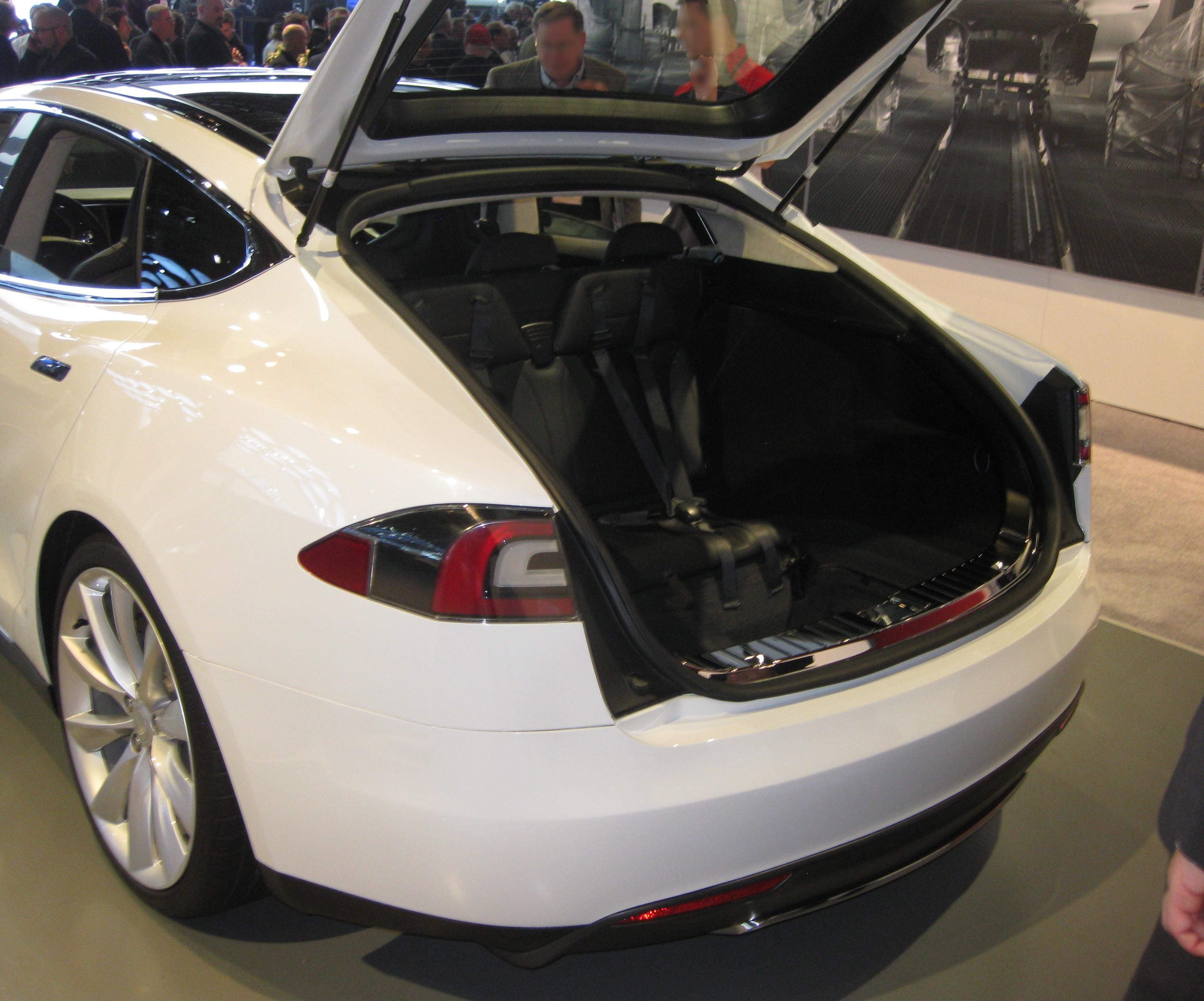
Kofferraum mit zwei Kindersitzen,
Sonderausstattung

Das Tesla Model S ist eine batterieelektrisch angetriebene Oberklasse-Limousine des US-amerikanischen Herstellers Tesla. Sie wird seit Mitte des Jahres 2012 in Serie hergestellt.
Die Reichweite beträgt je nach Akkuausstattung und Fahrbedingungen von 200 bis über 600 km. Bei Langstreckenfahrten kann an Tesla-Supercharger-Stationen aufgeladen werden.
Tesla sieht sich auch als Softwareunternehmen und stattet jedes Fahrzeug ab dem Model S mit einem Internetzugang aus, über den die Fahrzeuge auch Updates eingespielt bekommen (Over-the-Air-Update), etwa die Autopilot genannten Fahrassistenzfunktionen.
Das Model S war in den Jahren 2015 und 2016 das meistverkaufte Elektroauto der Welt. Es war 2017 das meistverkaufte Auto der Oberklasse in Europa und den USA. Bis September 2020 wurden 305.000 Exemplare des Model S verkauft. Seit dem Sommer 2025 wird das Modell aufgrund niedriger Verkaufszahlen nicht mehr in Deutschland angeboten.

## Geschichte
Die Arbeiten an den Entwürfen wurden am 30. Juni 2008 in einer Pressemitteilung angekündigt. Tesla hat bei diesem Modell zum ersten Mal das Fahrwerk und die Karosserie vollständig selbst entwickelt. Nachdem Tesla zunächst mit Henrik Fisker gearbeitet hatte, wurde das Model S schließlich von Franz von Holzhausen entworfen, der zuvor für Mazda North American Operations gearbeitet hatte. Während der Forschung und Vorentwicklung hatte es den Codenamen „Whitestar“.
Im Februar 2008 wurde berichtet, dass Tesla Inc. (damals Tesla Motors) eine erweiterte Version seines Model S anbieten wolle. Sie sollte zusätzlich einen Ottomotor enthalten, um die Reichweite des Fahrzeugs zu erhöhen, aber diese Idee ließ Tesla wieder fallen. Auf der GoingGreen-Konferenz im September 2008 gab Tesla-CEO Elon Musk bekannt, dass Tesla nur Elektroautos entwickelt. Ein fahrbarer Prototyp wurde am 26. März 2009 auf einer Pressekonferenz gezeigt.
Um die avisierten hohen Stückzahlen zu erreichen, plante Tesla anfangs den Bau einer Fabrik in Albuquerque, New Mexico für April 2007, diese Planung wurde aber bald abgebrochen. Ebenso der geplante Bau einer Fabrik im kalifornischen San José. Stattdessen kaufte Tesla im Mai 2010 von General Motors und Toyota deren gemeinsames NUMMI-Montagewerk in Fremont, Kalifornien.
Am 22. Juni 2012 wurde das erste Fahrzeug an Kunden ausgeliefert. Im Jahr 2014 stufte das deutsche Kraftfahrt-Bundesamt das Modell aufgrund seines Preises ab 78.000 € in die Oberklasse ein.
Im Juni 2015, drei Jahre nach der Einführung des Model S und nach der Auslieferung von fast 75.000 S-Limousinen weltweit, berichtete Tesla, dass Model-S-Besitzer über eine Milliarde Meilen (1,6 Milliarden Kilometer) elektrisch gefahren und mehr als 500.000 Tonnen CO2 eingespart hätten. Das Model S ist das erste Elektrofahrzeug, das diese Marke erreichte. Im Oktober 2014 hatte General Motors berichtet, dass Volt-Besitzer insgesamt 629 Millionen Meilen (über eine Milliarde Kilometer) von insgesamt eine Milliarde Meilen (1,6 Milliarden Kilometer) zurückgelegt hatten, und Nissan hatte im Dezember 2014 berichtet, dass Leaf-Besitzer 625 Millionen Meilen (eine Milliarde Kilometer) zurückgelegt hatten. Die globalen Model-S-Verkäufe erreichten 100.000 Stück im Dezember 2015 und die 150.000-Marke im November 2016.
Im Jahr 2016 wurde eine Rennserie namens „Electric GT World Series“ in Vorbereitung auf eine Rennsaison 2017 mit dem P85+ als Rennwagen auf bestimmten traditionellen Tracks gefördert. In der ersten Saison war geplant, rund 20 Autos in zehn Teams zu haben.
Im April 2016 erhielt das Model S das erste Facelift. Das im August 2016 vorgestellte Model S P100D mit optionalem Ludicrous-Modus (dt.: aberwitzig, im Konfigurationsmenü des Fahrzeugs als „von Sinnen“ bezeichnet) beschleunigt in 2,5 Sekunden von 0 auf 60 Meilen pro Stunde (rund 96 km/h). Im Oktober 2016 kündigte Tesla an, dass alle ab diesem Zeitpunkt produzierten Fahrzeuge mit acht Kameras und zwölf Ultraschallsensoren ausgestattet werden, um in Zukunft autonomes Fahren zu ermöglichen, das sicherer sein soll als ein menschlicher Fahrer.
Ende 2018 wurde das bis dahin in Deutschland kostenfreie Nutzen der Tesla-Schnelllader eingestellt.
Im April 2019 stellte Tesla für Model S und Model X die Produktion auf den „Raven“-Antriebsstrang um. Diese Fahrzeuge erhielten den Permanentmagnet Synchron-Reluktanzmotor aus dem Model 3 als Frontmotor. Er ist sowohl stärker als auch effizienter als der vorherige Motor. Zum „Raven“-Antriebsstrang gab es auch eine neue adaptive Luftfederung und eine höhere Ladeleistung des Akkus.
Im Februar 2021 wurden im Rahmen des Battery-Day die Modelle Plaid / Plaid+ mit über 750 kW (1.000 PS) vorgestellt. Der Name ist an die Science-Fiction-Komödie Spaceballs von Mel Brooks angelehnt.

## Technik

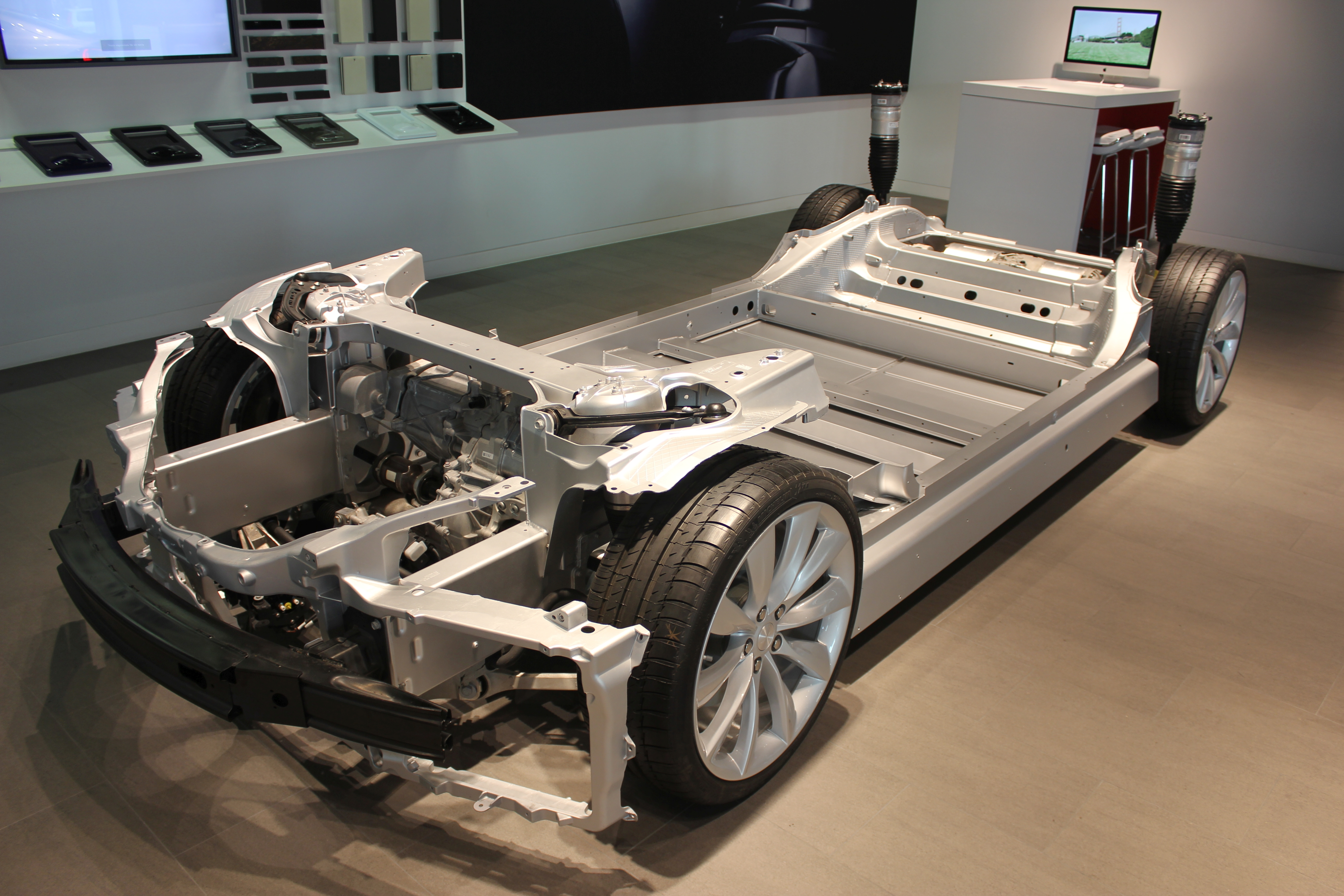
Fahrwerk

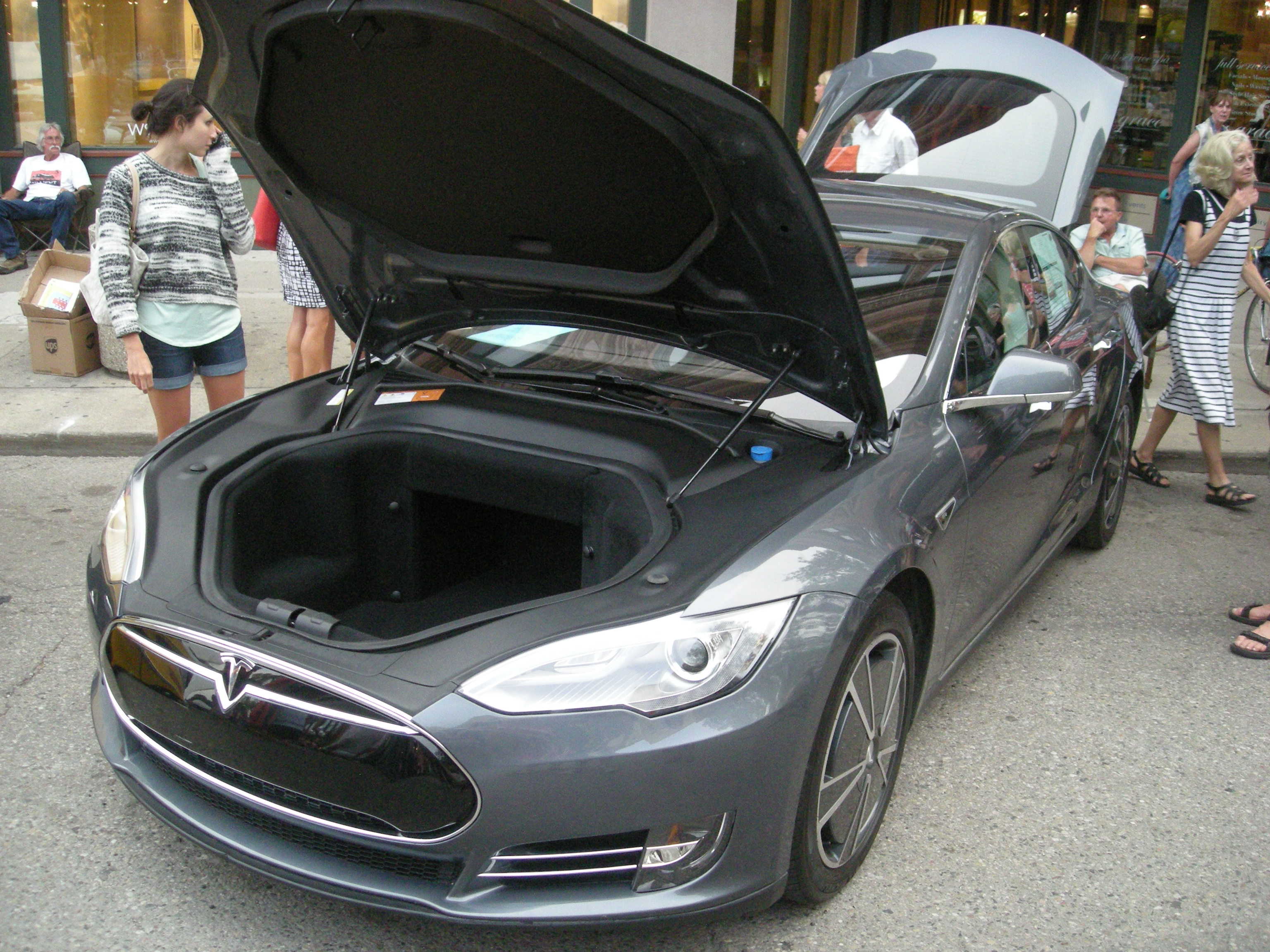
Vorderer Kofferraum (Frunk) des Model S ohne Frontmotor

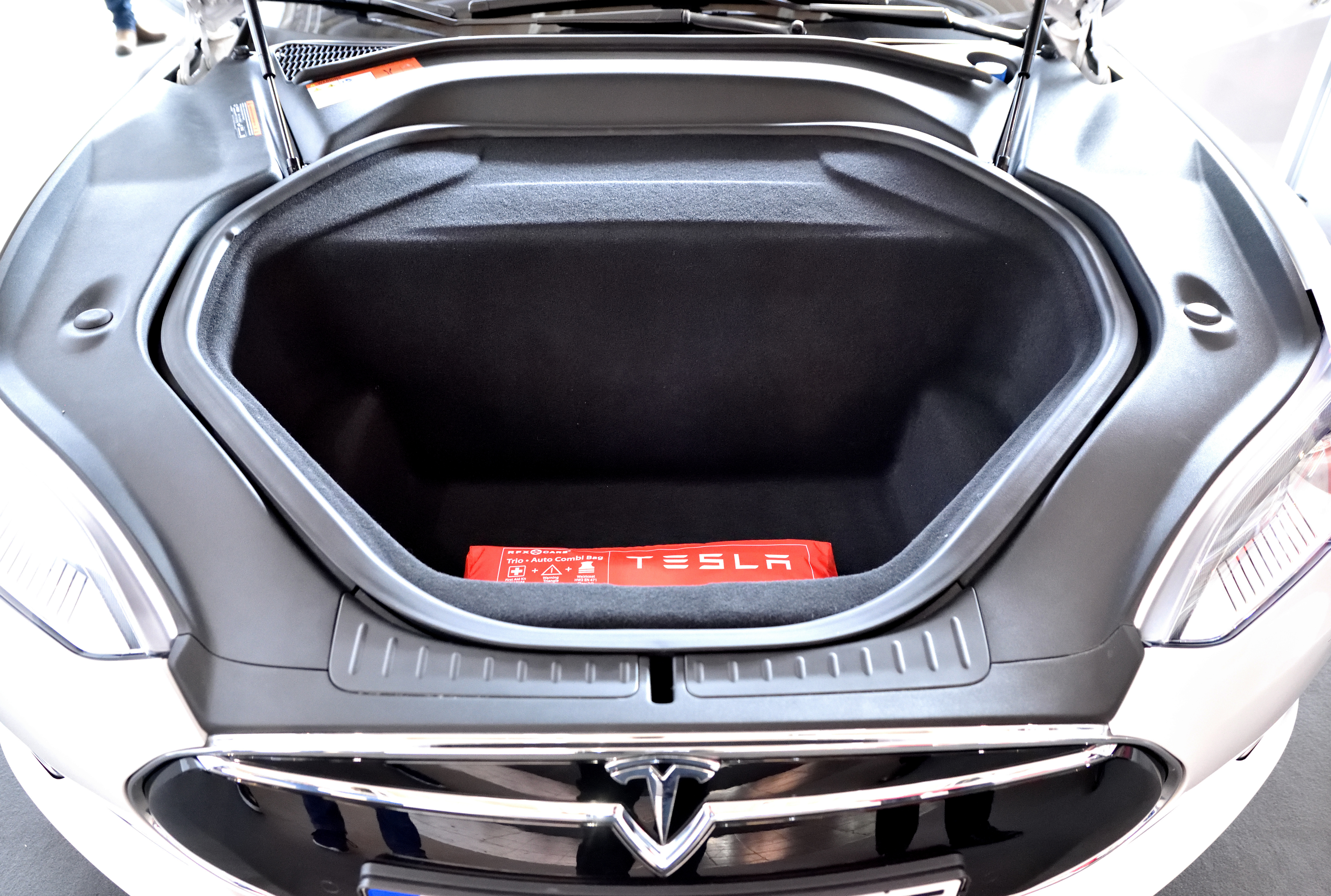
Vorderer Kofferraum (Frunk) des Model S P90D mit Allradantrieb

Die 5+2-sitzige Karosserie, bei der auf Wunsch zwei zusätzliche Kindersitze im Kofferraum eingebaut werden können, wird aus Aluminium gefertigt. Da der Elektromotor hinter der Hinterachse sitzt, steht neben dem hinteren Kofferraum mit 745 Litern (bzw. 1.645 Litern bei heruntergeklappten Rücksitzen) vorne ein zusätzlicher kleiner Kofferraum mit 150 Litern zur Verfügung. Der Akku ist unterhalb der Fahrgastzelle eingebaut. Die NHTSA bezeichnete das Model S im August 2013 als sicherstes von dieser Organisation bis dahin getestetes Fahrzeug.
Das Model S hat ein Fahrwerk mit Stahlfederung, auf Wunsch mit Luftfederung, die auch unterschiedliche Bodenfreiheiten zwischen 120 und 163 mm ermöglicht. Gelenkt wird mit einer elektromechanischen Servolenkung.
Tesla wählte den von Computern und Smartphones bekannten Ansatz, das Auto etwa alle drei bis vier Monate durch Software-Updates über Mobilfunk zu verbessern und aktuell zu halten. Das Aufladen der Akkus zu 80 Prozent konnte innerhalb von 30 Minuten erfolgen, was ab diesem Zeitpunkt zum Standard für Elektroautos wurde.
Das Fahrzeug ist das erste Elektroauto, das mit einer Limousine der Oberklasse hinsichtlich Raumangebot, Sicherheit, Antrieb insbesondere bei den höchst motorisierten Versionen (Drehmoment bis zu 930 Nm im P90D, 2016 P100D mit „Ludicrous Speed“: 0–100 km/h in 2,7 Sekunden), Infotainment/Elektronik (17-Zoll-Touchscreen mit Tegra 3, Google Maps), und Komfort (insbesondere mit der auf Wunsch lieferbaren adaptiven Luftfederung (mit automatischer Niveauregulierung)) mithalten kann. Seit Anfang 2015 waren Fahrerassistenzsysteme mittels Radar, Videokameras und zwölf Ultraschallsensoren für alle Versionen lieferbar. Damit wurde es zum ersten erfolgreichen Elektroauto in der Luxusklasse. Elon Musk argumentierte, jede neue Technik sei am Anfang zu teuer für den Massenmarkt, und die Investition müsse durch hohe Verkaufspreise amortisiert werden, daher sei dieses Auto auch relativ teuer (in Deutschland kostete 2015 das Einstiegsmodell mit 70 kWh 78.000 Euro.) Das nächste und kleinere Modell Model 3 wurde für 2017 und etwa 35.000 US-Dollar angekündigt.

### Batterietechnik

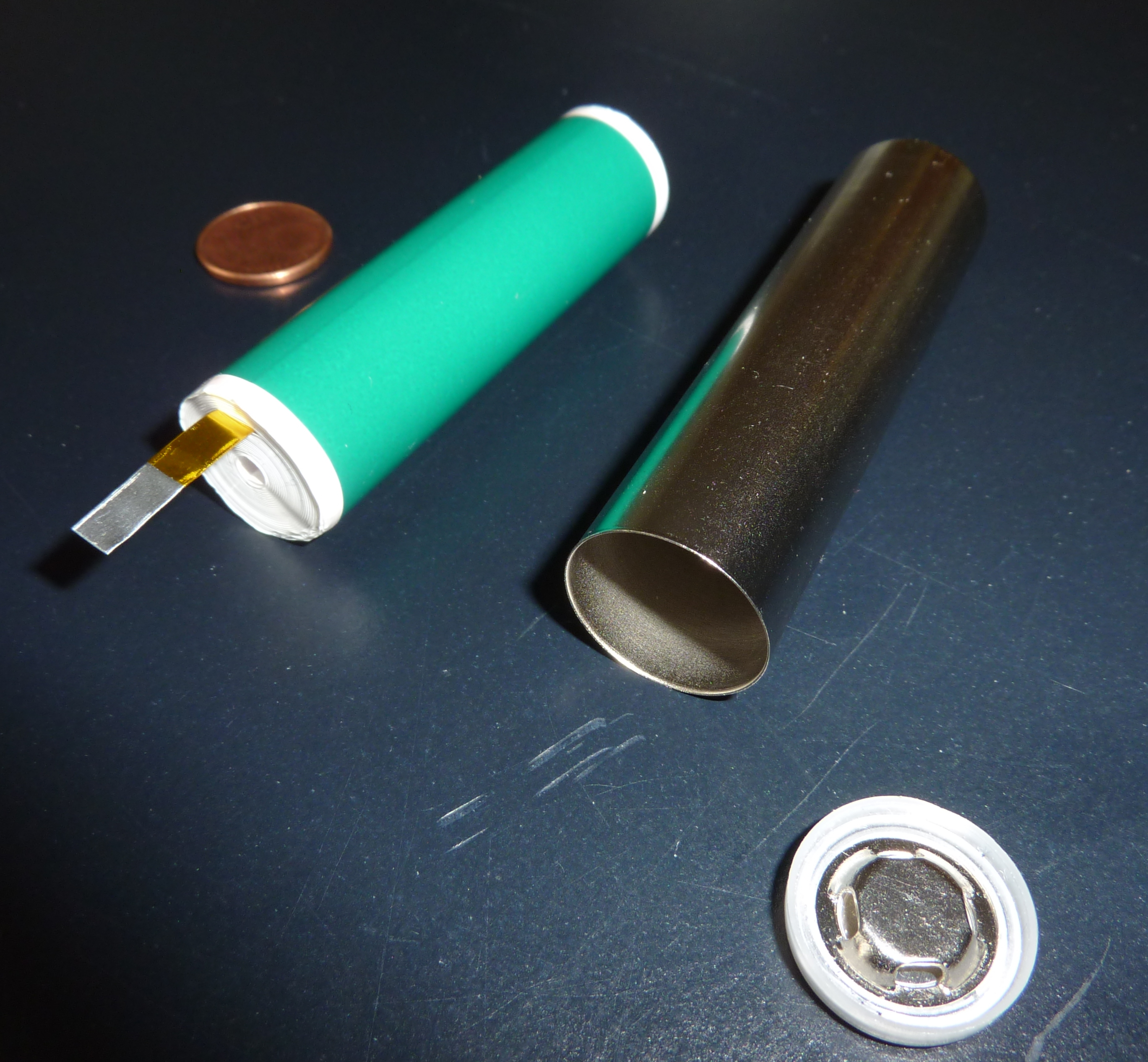
Zylindrische Zelle (18650) vor dem Zusammenbau; etwa Zehntausend davon bilden einen 90-kWh-Akku des Tesla Model S (s. Gigafactory).

Ähnlich wie bei dem in Kleinserie produzierten Tesla Roadster basiert das Speichersystem des Model S auf Zellen in Form gewöhnlicher Lithium-Ionen-Akkus für Laptops der Größe 18650 mit für Elektroautos optimierter NCA-Zellchemie.
Das Model S mit 85-kWh-Akku-Pack hat zum Beispiel 7.104 Einzelzellen (Typ 18650), aufgeteilt in 16 Blöcke („Bricks“).
Der erste Tesla Roadster hat 6831 Einzelzellen.
| Energieinhalt | Reichweite NEFZ | Reichweite WLTP |
| ------------- | --------------- | --------------- |
| 070 kWh       | 442 km          |                 |
| 075 kWh       | 490 km          |                 |
| 085 kWh       | 528 km          |                 |
| 090 kWh       | 560 km          |                 |
| 100 kWh       | 613 km          | 610 km          |

Die Masse der Batterie für die reichweitenstärkste Version beträgt 750 kg. Die ursprünglich geplante 40-kWh-Variante wurde wenig nachgefragt und deshalb nicht produziert. Kunden, die diese Version bestellt hatten, erhielten einen Akku mit 60 kWh, der per Software auf 40 kWh limitiert wurde. Alle anderen Eigenschaften des größeren Systems, wie beispielsweise die höhere maximale Beschleunigung, bleiben erhalten.
Tesla garantiert für das Model S 8 Jahre (mit Ausnahme der originalen 60-kWh-Batterie, die vor 2015 hergestellt wurde, für die eine Abdeckung für 8 Jahre oder eine Laufleistung von 125.000 Meilen/200.000 km, je nachdem, was früher eintritt, besteht) mit unbegrenzter Laufleistung für die Funktionsfähigkeit des Akkus, jedoch nicht für Kapazität und Leistung, die sich mit der Zeit durch den Gebrauch verringern. Zur Haltbarkeit von Antriebsbatterien siehe auch Lebensdauer und Zyklenfestigkeit von Antriebsbatterien.

### Ladefähigkeit

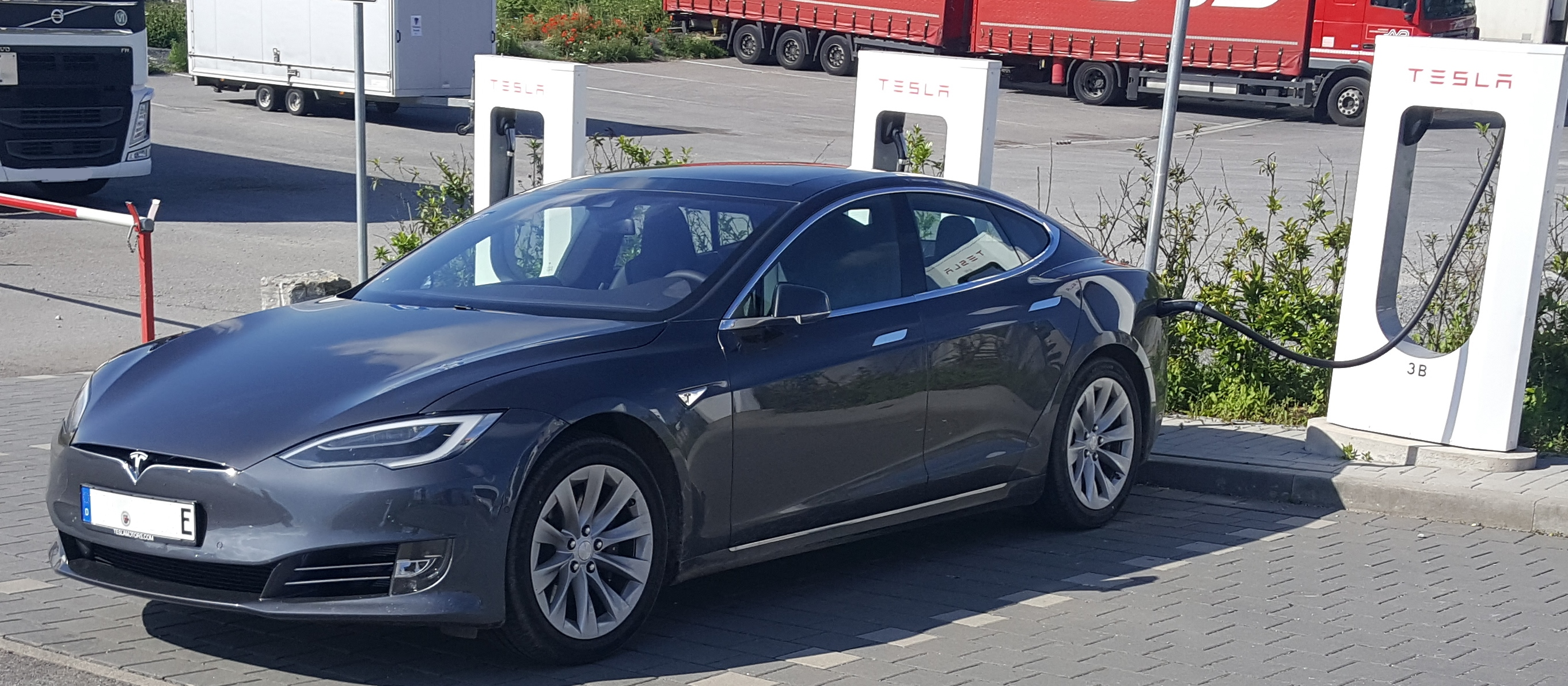
Tesla Model S Facelift an einem Supercharger

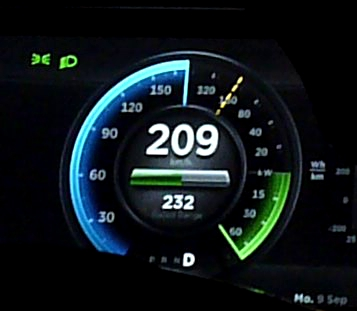
Ein Tesla Model S P85+ kann durch seine Nutzbremse mit über 60 kW aufladen.

Die Antriebsbatterie kann über einen Ladeanschluss im linken Rücklicht aufgeladen werden. Die Ladeleistung reicht typischerweise von max. 3,7 kW an einer Haushaltssteckdose bis hin zu 250 kW an einem Supercharger (Version 3) des Tesla-eigenen Gleichstrom-Ladenetzes. Allerdings erfolgte das Laden in der preisgünstigeren „Stufe 1“ nur mit maximal 60 kW.
Zur Aufladung besitzt das Model S ein eingebautes 16,5-kW-Bordladegerät, das pro Stunde Energie für eine Reichweite von bis zu 77 km lädt. Optional war bis 2016 ein Doppellader mit 22 kW erhältlich. Das mitgelieferte Ladekabel für normale Steckdosen wird als „Mobile Connector“ bezeichnet. Es werden aufsteckbare Adapter serienmäßig mitgeliefert oder sind optional erhältlich. Damit ist eine Aufladung an fast allen Stromanschlüssen möglich.
Das Model S kann serienmäßig einphasig (230 V/10 A bzw. 16 A) sowohl an Haushaltssteckdosen als auch an roten Anschlussdosen nach IEC 60309 mit 11 kW geladen werden.
Für eine Ladung an einer Typ-2-Ladestation ist ein Typ-2-Ladekabel erforderlich. Nur mit diesem lässt sich die volle Ladeleistung des Bordladegerätes nutzen.
Weil an einer Haushaltssteckdose die maximale Leistung auf ca. 3700 W (230 V, 16 A) begrenzt ist und die im Akku gespeicherte Energie typischerweise 70 kWh übertrifft, dauert das vollständige Laden eines leeren Akkus damit rund 20 Stunden. An einer roten Drehstrom-Anschlussdose (16 A) dauert es etwa acht Stunden. Die Akkumulatoren können auch an von Tesla betriebenen Supercharger-Ladestationen in 20 Minuten zur Hälfte, in 40 Minuten zu 80 % und in 75 Minuten vollständig geladen werden. Nach eigenen Angaben arbeitet Tesla an einem Ladesystem mit einer Ladezeit von fünf bis zehn Minuten. Beim Laden am Supercharger wird mit einem fest an der Ladesäule installierten Kabel unter Umgehung des internen Ladegeräts die Antriebsbatterie direkt mit Gleichstrom geladen. Das Aufladen an den Tesla-Superchargern ist für das Model S mit aktivierter Supercharger-Option kostenlos, was bis Ende 2016 zur Standardausstattung bei allen Modellen gehörte.
Seit April 2019 ist Schnellladen mit bis zu 250 kW möglich.
Das Model S kann die Antriebsbatterie bei Verzögerung oder Bergabfahrt durch Bremsenergierückgewinnung oder Rekuperation mit bis zu 60 kW aufladen.
Ein weiteres – nicht mehr angebotenes – Verfahren war der komplette automatisierte Tausch der Antriebsbatterie an einer Batteriewechselstation.

#### Ladeanschluss
Tesla entwickelte für das Model S einen eigenen Ladeanschluss und entsprechendes Kommunikationsprotokoll, die sowohl zum Laden Gleich- wie auch Wechselstrom genutzt werden können. Dieser Verbinder wurde zunächst als Tesla-Verbinder (englisch Tesla connector) bezeichnet und mit einigen Modifikationen des Kommunikationsprotokolls 2023 als North American Charging Standard (SAE J3400) normiert. Alle Tesla-Modelle in Nordamerika werden ausschließlich mit diesen Anschlüssen ausgeliefert.
Da zum Zeitpunkt der Markteinführung in der EU bereits Ladeanschlüsse nach IEC 62196 Typ 2-Norm vorgeschrieben waren, entwickelte Tesla eine kombinierte Ladebuchse, die sowohl normgerechte Typ-2-Stecker, wie auch eigens von Tesla entwickelte Gleichstromstecker mit nahezu identischer Geometrie zum Schnellladen an Superchargern aufnehmen kann.
Nach dem zweiten Facelift 2021  wurde jedoch begonnen die Fahrzeuge mit Combo2-Anschlüssen auszurüsten um Gleichstromladen Kompatibilität zwischen den eigenen V3-Superchargern und anderen öffentlichen Gleichstromladesäulen herzustellen. Für ältere Fahrzeuge wird seitdem ein Adapter von Combo2 auf den Tesla-eigenen Stecker und ein OTA-Update der Kommunikationsprotokolle angeboten.

### Bedienung

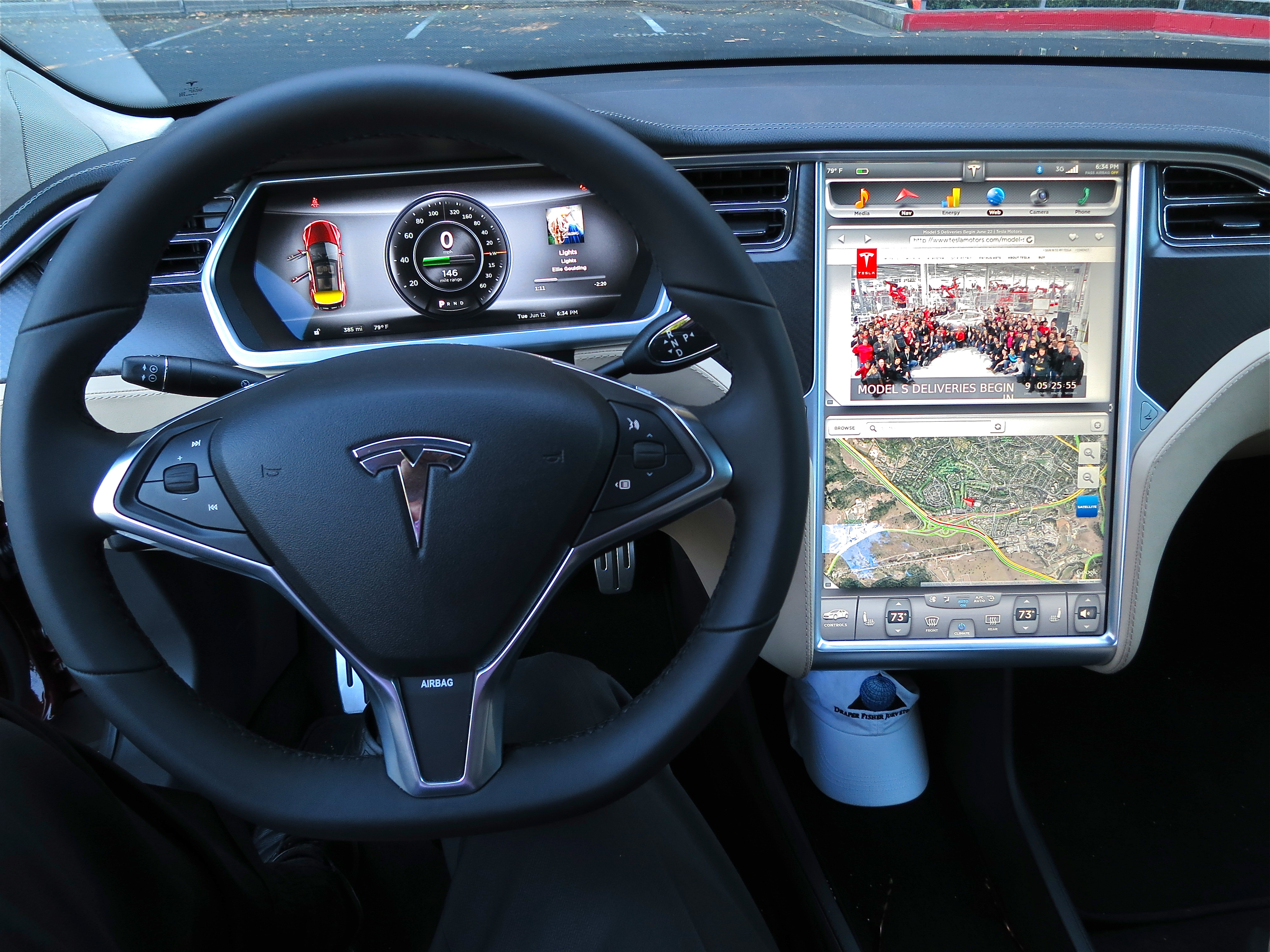
Innenraum eines Tesla Model S
bis zur Modellpflege 2021

Die Bedienung einiger Bordfunktionen des Fahrzeugs erfolgt über ein in die Mittelkonsole eingebautes 17-Zoll-Touchscreen-Display, das bis Ende 2020 hochkant eingebaut war. Damit wurde zum ersten Mal ein Gerät dieser Größe in einem Serienfahrzeug integriert. Die Computergrafik wird von einem nVidia Tegra 3 berechnet. Ein drahtloser Internetzugang ist Bestandteil des auf Ubuntu basierenden Systems. Die angezeigte Benutzeroberfläche ist aktualisierbar, erweiterbar und individualisierbar. Beispielsweise wurde nachträglich auf Kundenwunsch per Update ein zusätzlicher Fahrmodus für einen Kriechgang integriert. Die Geschwindigkeit des Fahrzeugs wird mittels One-Pedal-Driving gesteuert.

### Autopilot
Das Model S besitzt ab Oktober 2014 Hardware für diverse Fahrerassistenzsysteme, die als „Autopilot“ bezeichnet werden. Dazu gehört im Fahrbetrieb ein Spurhalteassistent (Auto-Steer) für Schnellstraßen, ein Abstandsregeltempomat (ACC), ein Spurwechselassistent sowie ein Notbremsassistent (AEB). Dazu gibt es einen Park-Assistenten (Auto-Summon), der auch ohne Personen an Bord funktionieren kann, wo dies erlaubt ist.

## Modellpflege

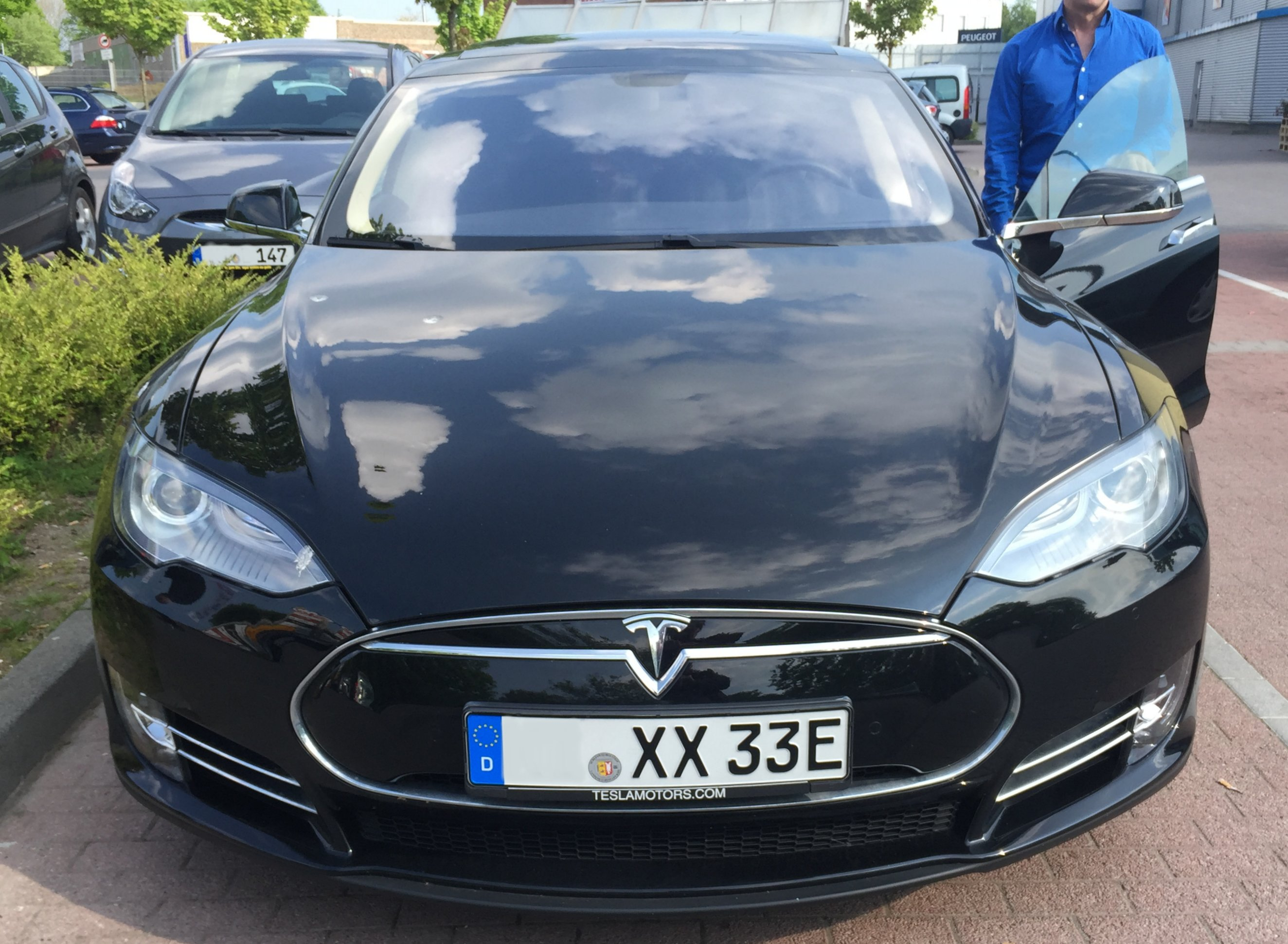
Model S mit Nose Cone,
bis zum Facelift April 2016

Die ersten Software-Updates für den Autopiloten waren schon wenige Monate nach der Einführung im Jahr 2012 geplant.

### Änderung nach Akkubränden 2013
Im Oktober 2013 brannte im US-Bundesstaat Washington ein Teil des Akkusatzes, nachdem ein großes Metallteil die Bodenwanne durchschlagen hatte. Laut Tesla beschränkten Sicherheitsvorkehrungen das Feuer auf die Frontpartie des Autos. Auch sei ein Brand bei einem Model S im Ausmaß kleiner, in der Ausbreitung besser beherrschbar und statistisch fünfmal unwahrscheinlicher als bei Fahrzeugen mit flüssigem Treibstoff. Zwei weitere Brände ereigneten sich im Oktober und November 2013 nach Unfällen ohne Personenschaden. Alle seit März 2014 ausgelieferten Fahrzeuge werden mit einer neuentwickelten Bodenarmierung aus Aluminium und Titan ausgestattet, die solche Brände zukünftig verhindern soll. Die Nachrüstung bestehender Fahrzeuge kann auf Wunsch erfolgen und ist kostenfrei.

### Modellpflegen 2014
Im Oktober 2014 wurden die zweimotorigen „Dual Motor Model S“-Versionen vorgestellt. Mit Hilfe des zweiten Motors werden die Räder der Vorderachse unabhängig von dem bestehenden Motor der Hinterachse angetrieben. Damit erreicht die Dual-Motor-Variante nicht nur eine deutlich höhere Leistung (515 kW P85D statt 310 kW P85), sondern auch einen leicht gesenkten Verbrauch und damit eine um zehn Meilen höhere Reichweite.
Ab Dezember 2014 wurde die P85D-Version ausgeliefert (85-kWh-Akku, Performance Edition). Zudem waren ab 2015 das Model S 85D (85-kWh-Batterie) und 70D (70-kWh-Batterie) mit Allradantrieb verfügbar.
Gleichzeitig mit der Vorstellung der zweimotorigen Versionen wurde bekanntgegeben, dass alle neuen Model-S-Fahrzeuge mit einem Autopilotsystem bzw. einem Lenkassistenten ausgestattet werden (bestehend aus einem nach vorne gerichteten Radar, Ultraschall-Sensoren, einer nach vorne gerichteten Kamera und einem digital gesteuerten Bremssystem). Damit kann das Model S automatisch die Spur halten, auf Knopfdruck die Spur wechseln, die Geschwindigkeit auf Grund von Verkehrsschildern anpassen und auf den Verkehr reagieren. Die Software wurde dafür über einen längeren Zeitraum vervollständigt, zudem erhalten alle Fahrzeuge regelmäßige Updates, welche dann nach Wunsch in die Autos eingespielt werden können.
Software-Updates ermöglichten beispielsweise, dass ein Model S mittels Zugriff auf den Kalender des Fahrers und aktueller Verkehrslage errechnet, wann die Fahrt zum Termin angetreten werden soll. Das Auto heizt/kühlt den Innenraum auf die gewünschte Temperatur und lädt den Akku, bei verbundener Ladestation, bis zum Abfahrtszeitpunkt auf. Das Fahrzeug kann zudem über die Tesla App gesteuert werden, um per Knopfdruck aus engen Garagen oder Parklücken zu fahren. Künftig könnte das Auto z. B. auch selbständig die Garage öffnen und vorfahren, um den Fahrer abzuholen.

Am 17. Juli 2015 gab Elon Musk im Rahmen einer Presse-Telefonkonferenz bekannt, dass das Model S mit 70-kWh-Akku ab sofort auch in einer Single-Motor-Variante verfügbar sei. Für das Hochleistungsmodell P85D kündigte Musk ein optionales Akku- und Leistungsupgrade an. Durch das Akku-Upgrade stehe eine Batteriekapazität von 90 kWh zur Verfügung. Die auf Wunsch erhältliche Mehrleistung „Ludicrous Mode“ (dt.: aberwitzig, im Konfigurationsmenü als „von Sinnen“ bezeichnet) beschleunige das Model S von 0 auf 100 km/h in 3,0 Sekunden. Die Beschleunigung auf die Höchstgeschwindigkeit von 250 km/h verbessere sich durch die Upgrades um 20 %. Das Akku-Upgrade sei für alle Neu- und Bestandskunden verfügbar, die ein Model S mit 85-kWh-Akku besitzen. Das Leistungsupgrade stehe ausschließlich P85D-Neu- und Bestandskunden zur Verfügung. In einem Test des Automagazins Car and Driver beschleunigte ein entsprechend ausgerüstetes Model S von 0 auf 60 mph (96,5 km/h) in 2,8 Sekunden. Zum 6. Februar 2016 wurden die Modelle mit 85-kWh-Akku aus dem Programm genommen. Als Konfigurationen standen nun noch die 70-, 70D-, 90D- und P90D-Version zur Verfügung, bis im August 2016 das Model S mit 100-kWh-Akku vorgestellt wurde, mit dem die Reichweite sowie die Beschleunigungswerte weiter verbessert wurden.

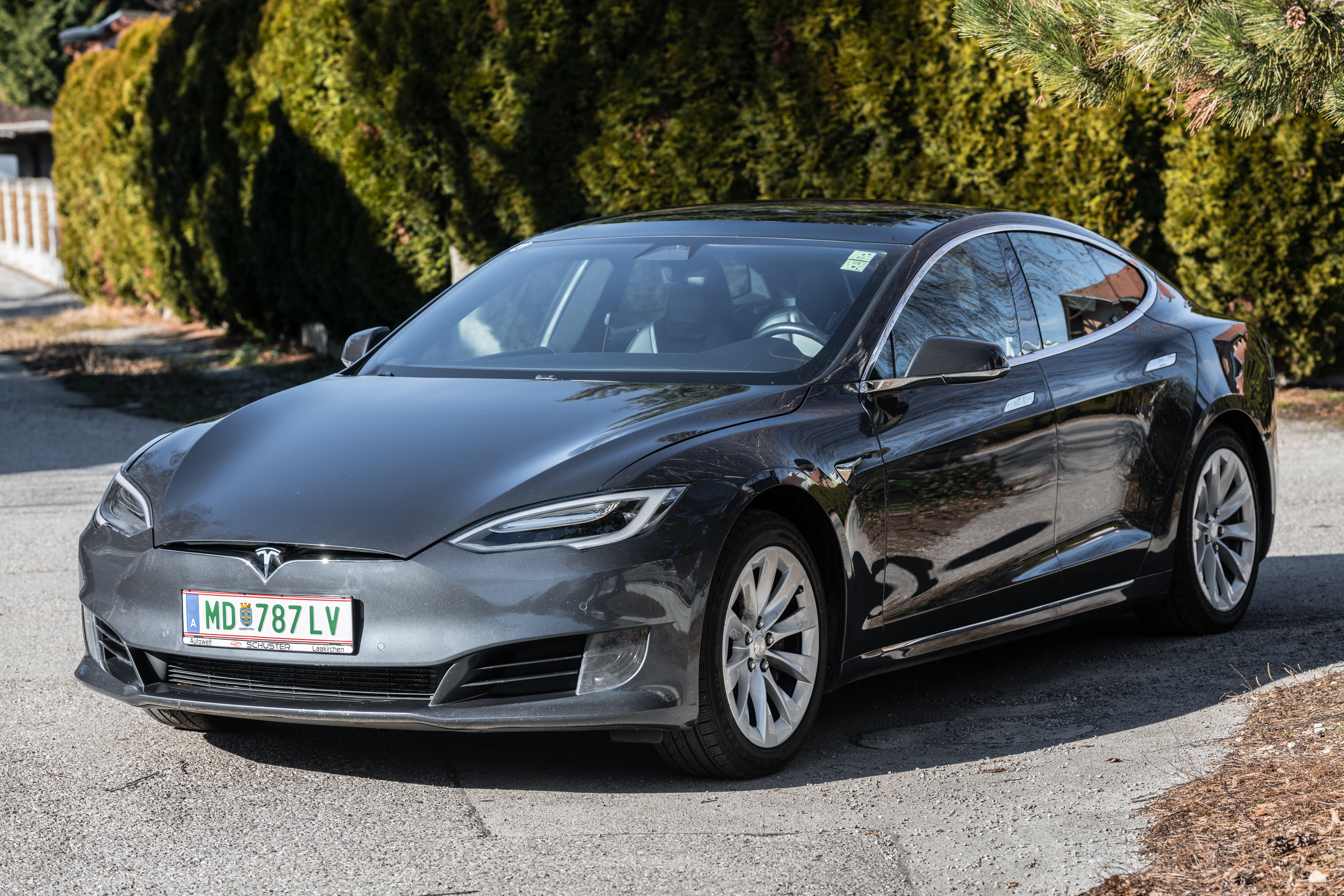
Facelift 2016 mit LED-Scheinwerfern und neuer Front

Im April 2016 wurde ein Facelift des Model S vorgestellt, der die folgenden Neuerungen beinhaltet: eine neue Front ohne angetäuschten Kühlergrill, LED-Scheinwerfer, ein optionaler HEPA-Filter mit Biowaffen-Schutzmodus (analog zum Model X), ein optionales Akku-Upgrade für den 70-kWh-Akku auf 75 kWh, eine serienmäßige Mittelkonsole mit Ablagefächern (analog zu Model X) und eine optionale Handyvorbereitung. Ein optionales 16,5-kW-Ladegerät ersetzt das früher optional erhältliche 22-kW-Ladegerät. Das 16,5-kW-Ladegerät (von Tesla als Hochstrom-Bordladegerät bezeichnet) ist der Standard für nach dem 30. Juni 2017 bestellte Fahrzeuge.
Im April 2019 fand eine weitere Modellpflege statt. Sie beinhaltete Verbesserungen bezüglich Verbrauch durch Änderungen an den Motoren, Kühlungssystem, Schmierung, Lager und Getriebekonstruktion, sowie Schnellladen mit bis zu 200 kW. Weiter bekam die Fahrwerkssoftware, die Tesla selbst erstellt, eine komplett adaptive Dämpfung und kann auch die Karosserie bei hohen Geschwindigkeiten niedrig halten. Seit Ende Juni 2019 wurden nur noch Bestellungen für die Modellvariante mit 100 kWh Akkukapazität angenommen, die Produktion der günstigeren Basisvariante 75D lief aus.

### Modellpflege 2021

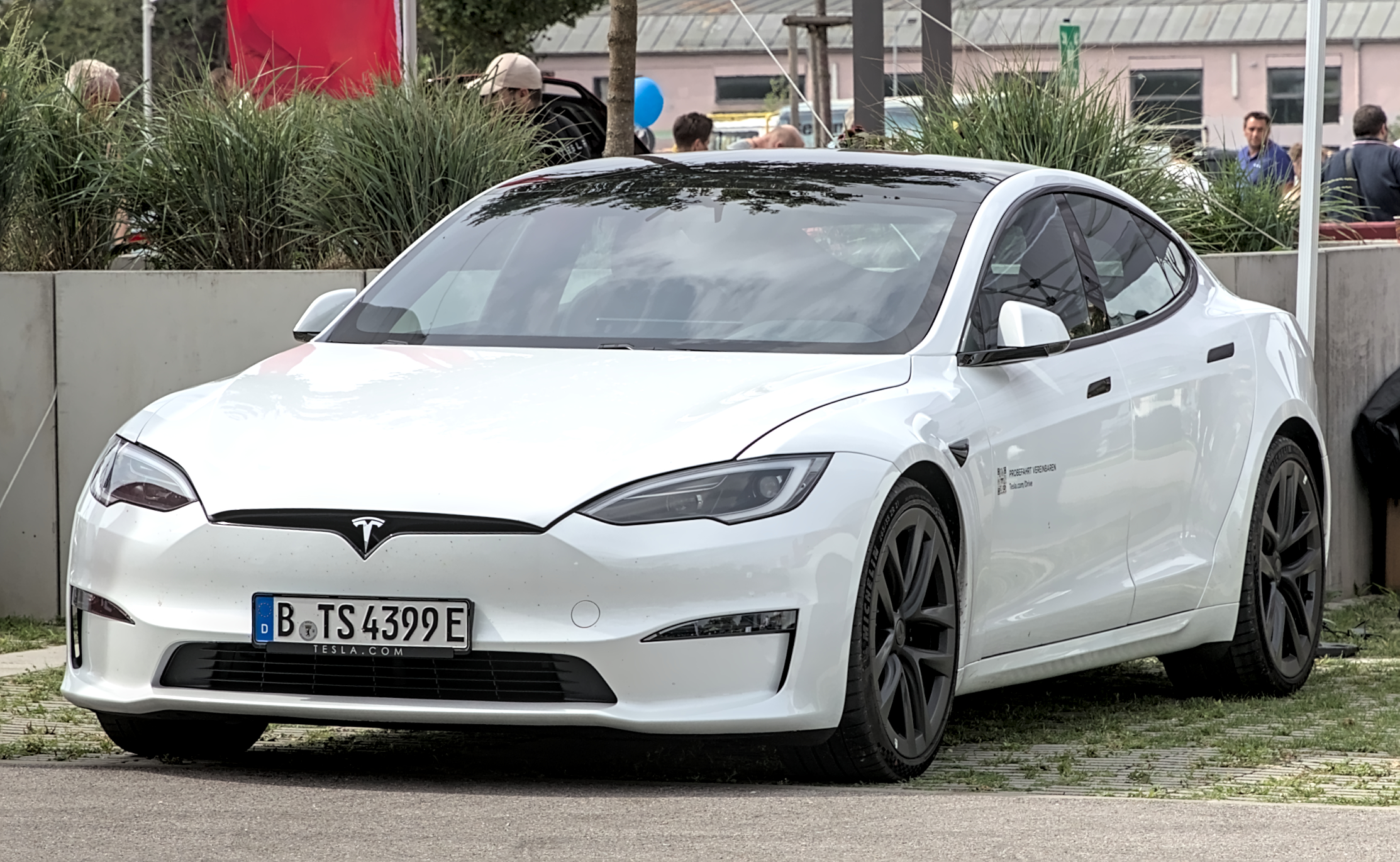
Facelift 2021

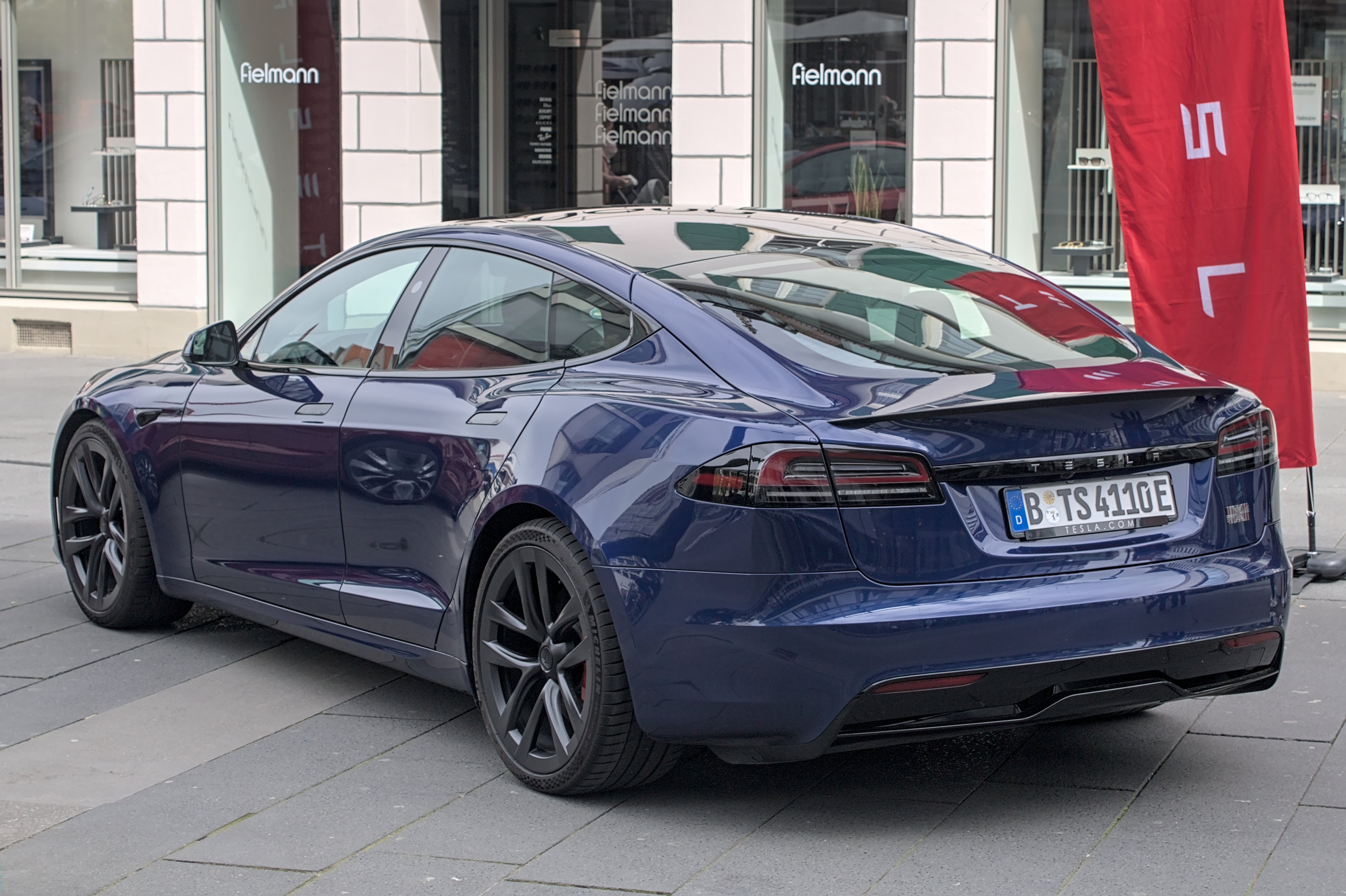
Plaid 2021

Seit Januar 2021 sind die drei Modelle der Jahre 2019/20 nicht mehr bestellbar, im Februar 2021 wurden im Rahmen des Tesla Battery-Day die Modelle Plaid bzw. Plaid+ mit drei Motoren und über 750 kW (1.020 PS) Leistung vorgestellt. Der Name ist an die Science-Fiction-Komödie Spaceballs angelehnt. Die Fahrzeuge erreichen eine Höchstgeschwindigkeit von etwa 320 km/h und eine Beschleunigung von unter 2,1 Sekunden von 0 auf 100 km/h. Die Reichweite des Model S Plaid soll 628 km betragen.
Für die angekündigte Version Plaid+ mit 840 km Reichweite und einer Leistung über 809 kW (1.100 PS) wurde im April 2021 der Preis um 10.000 € angehoben, doch bereits im Juni 2021 von Elon Musk per Tweet aus dem Angebot gestrichen; er hatte im Herbst 2020 die Serienfertigung der neuen Akkuzellen 4680, die auch für den Plaid+ nötig sind, als schwierig bezeichnet. Der Plaid (ohne „+“) soll eine Leistung von 750 kW (1.020 PS) erreichen. Die Modellpflege umfasst neben Änderungen an der Front- und Heckgestaltung, dem Einsatz einer überarbeiteten Wärmepumpe und von geräuschdämpfenden Glas, im Innenraum den Einbau des Bildschirms am Armaturenbrett im Querformat. Das klassische runde Lenkrad mit Lenkstockhebeln wurde durch ein Steuerhorn („Yoke“) mit Bedientasten darauf für Blinker, Scheibenwischer und die Autopilotaktivierung ersetzt, das vom niederländischen RDW im Februar 2021 eine Zulassung erhalten hat. Damit entfällt auch der Lenkstockhebel für die Fahrtrichtungswahl (Vorwärts/Rückwärts), diese wird entweder über eine automatische Erkennung des Fahrtrichtungswunsches oder mit Wischbewegungen am linken Rand des Hauptbildschirms geschaltet. Nach Kundenwünschen war kurze Zeit später aber auch das klassische Lenkrad, wieder lieferbar. Lieferungen nach Deutschland, für den Plaid, erfolgten erst Ende 2022. Die Standardversion soll im Laufe des Jahres 2023 ausgeliefert werden. Die ersten 25 Plaid wurden beim Vorstellungsevent am 11. Juni ausgeliefert.

## Technische Daten
Das Tesla Model S hat einen Luftwiderstandsbeiwert (cw) von 0,24 und eine Stirnfläche von 2,34 m², daraus resultierend eine Luftwiderstandsfläche von 0,5616 m². 2021 konnte der cw-Wert um 13 Prozent auf 0,208 verbessert werden. Dieser Wert wurde bei sich drehenden Rädern ermittelt.
| Modell | Model S Maximale Reichweite                                                                            | Model S Maximale Reichweite Plus                                                                       | Model S Performance                                                                                    | Model S (bis Mitte 2025 Long Range bezeichnet)                                                         | Model S Plaid                                             |
| --- | --- | --- | --- | --- | --------------------------------------------------------- |
| Bauzeitraum | 04/2019–2021                                                                                           | 06/2020–2021                                                                                           | 04/2019–2021                                                                                           | ab 09/2021                                                                                             | ab 2021                                                   |
| Energieinhalt | 100 kWh                                                                                                | 100 kWh                                                                                                | 100 kWh                                                                                                | |                                                           |
| Motorart | Heck: Drehstrom-Asynchronantrieb Front: Permanenterregte Synchronmaschine mit erhöhtem Reluktanzanteil | Heck: Drehstrom-Asynchronantrieb Front: Permanenterregte Synchronmaschine mit erhöhtem Reluktanzanteil | Heck: Drehstrom-Asynchronantrieb Front: Permanenterregte Synchronmaschine mit erhöhtem Reluktanzanteil | Heck: Drehstrom-Asynchronantrieb Front: Permanenterregte Synchronmaschine mit erhöhtem Reluktanzanteil |                                                           |
| Antriebsart | Heck: Drehstrom-Asynchronantrieb Front: Permanenterregte Synchronmaschine mit erhöhtem Reluktanzanteil | Heck: Drehstrom-Asynchronantrieb Front: Permanenterregte Synchronmaschine mit erhöhtem Reluktanzanteil | Heck: Drehstrom-Asynchronantrieb Front: Permanenterregte Synchronmaschine mit erhöhtem Reluktanzanteil | Heck: Drehstrom-Asynchronantrieb Front: Permanenterregte Synchronmaschine mit erhöhtem Reluktanzanteil | Drei Motoren                                              |
| Reichweite (nach EPA) | 595 km                                                                                                 | 647 km                                                                                                 | 555 km                                                                                                 | |                                                           |
| Reichweite (nach WLTP) | 610 km                                                                                                 | 652 km                                                                                                 | 593 km                                                                                                 | 634 km                                                                                                 | 600 km                                                    |
| Motorleistung(2) | 413 kW / 562 PS                                                                                        | 413 kW / 562 PS                                                                                        | 205 kW vorn(3) 380 kW hinten(3) zusammen: 585 kW / 795 PS                                              | 252 kW vorn 252 kW hinten zusammen: 493 kW / 670 PS                                                    | 314 kW vorn 2 × 309 kW hinten zusammen: 750 kW / 1.020 PS |
| Dauerleistung laut Zulassung | 186 kW                                                                                                 | | AT: 180 kW                                                                                             | 100 kW                                                                                                 | 100 kW                                                    |
| Max. Drehmoment | 775 Nm                                                                                                 | 775 Nm                                                                                                 | 1140 Nm                                                                                                | | 1424 Nm                                                   |
| Beschleunigung 0–100 km/h | 3,8 s                                                                                                  | 3,8 s                                                                                                  | 2,5 s                                                                                                  | 3,2 s                                                                                                  | 2,4 s                                                     |
| Max. Geschwindigkeit | 250 km/h                                                                                               | 250 km/h                                                                                               | 261 km/h                                                                                               | 250 km/h                                                                                               | 322 km/h                                                  |
| Wendekreis | 11,3 m                                                                                                 | 11,3 m                                                                                                 | 11,3 m                                                                                                 | 11,3 m                                                                                                 |                                                           |
| (1) Basierend auf der Reichweitenangabe des Herstellers (2) Batterielimitierte Motorwellen-Höchstleistung(3) max. Stundenleistung: je 87 kW, max. 30-Minuten-Leistung: je 90 kW | | | | |                                                           |

### Modelle bis Februar 2019
| Tesla Model S | Tesla Model S              | Tesla Model S              | Tesla Model S              | Tesla Model S              | Tesla Model S              | Tesla Model S                                           | Tesla Model S              | Tesla Model S              | Tesla Model S              | Tesla Model S                              | Tesla Model S              | Tesla Model S              | Tesla Model S              | Tesla Model S                                   | Tesla Model S              | Tesla Model S                               | Tesla Model S                     | Tesla Model S                                              | Tesla Model S                      |
| Modell | 40                         | 60                         | 60                         | 60D                        | 70                         | 70D                                                     | 75                         | 75                         | 75D                        | P85                                        | 85                         | 85D                        | Standard Range             | P85D                                            | 90D                        | P90D                                        | (bis Feb. 2019 100D)              | Performance (bis Feb. 2019 P100D)                          | Standard Range (bis Feb. 2019 75D) |
| --- | -------------------------- | -------------------------- | -------------------------- | -------------------------- | -------------------------- | ------------------------------------------------------- | -------------------------- | -------------------------- | -------------------------- | ------------------------------------------ | -------------------------- | -------------------------- | -------------------------- | ----------------------------------------------- | -------------------------- | ------------------------------------------- | --------------------------------- | ---------------------------------------------------------- | ---------------------------------- |
| Bauzeitraum | bis 4/2013                 | 2013 bis 2015              | 2016 bis 4/2017            | 2016 bis 4/2017            | bis 4/2015                 | bis 5/2016                                              | bis 7/2017                 | 7/2017 bis 10/2017         | bis 1/2019                 | bis 11/2014                                | bis 2/2016                 | bis 2/2016                 | bis 4/2019                 | bis 2/2016                                      | bis 6/2017                 | bis 11/2016                                 | bis 04/2019                       | bis 04/2019                                                | bis 01/2019                        |
| Motorart | Drehstrom-Asynchronantrieb | Drehstrom-Asynchronantrieb | Drehstrom-Asynchronantrieb | Drehstrom-Asynchronantrieb | Drehstrom-Asynchronantrieb | Drehstrom-Asynchronantrieb                              | Drehstrom-Asynchronantrieb | Drehstrom-Asynchronantrieb | Drehstrom-Asynchronantrieb | Drehstrom-Asynchronantrieb                 | Drehstrom-Asynchronantrieb | Drehstrom-Asynchronantrieb | Drehstrom-Asynchronantrieb | Drehstrom-Asynchronantrieb                      | Drehstrom-Asynchronantrieb | Drehstrom-Asynchronantrieb                  | Drehstrom-Asynchronantrieb        | Drehstrom-Asynchronantrieb                                 | Drehstrom-Asynchronantrieb         |
| Antriebsart | Heckantrieb                | Heckantrieb                | Heckantrieb                | Allradantrieb              | Heckantrieb                | Allradantrieb                                           | Heckantrieb                | Heckantrieb                | Allradantrieb              | Heckantrieb                                | Heckantrieb                | Allradantrieb              | Allradantrieb              | Allradantrieb                                   | Allradantrieb              | Allradantrieb                               | Allradantrieb                     | Allradantrieb                                              | Allradantrieb                      |
| Energieinhalt | 40 kWh(1)                  | 60kWh                      | 60 kWh(2)                  | 60 kWh(2)                  | 70 kWh                     | 70 kWh                                                  | 75 kWh                     | 75 kWh                     | 75 kWh                     | 85 kWh                                     | 85 kWh                     | 85 kWh                     | 85 kWh                     | 85 kWh                                          | 90 kWh                     | 90 kWh                                      | 100 kWh                           | 100 kWh                                                    | 75 kWh                             |
| Reichweite (nach EPA) | 260 km (Tesla)             | 334 km                     | 340 km                     | 351 km                     | 335 km                     | 390 km                                                  | 401 km                     | 401 km                     | 417 km                     | 430 km                                     | 426 km                     | 434 km                     | 435 km                     | 407 km                                          | 473 km                     | 430 km                                      | 539 km                            | 507 km                                                     | 459 km                             |
| Reichweite (nach NEFZ) |                            |                            | 400 km                     | 408 km                     | 375 km                     | 442 km                                                  | 480 km                     | 480 km                     | 490 km                     | 500 km                                     | 502 km                     | 528 km                     | 520 km                     | 491 km                                          | 557 km                     | 509 km                                      | 632 km                            | 613 km                                                     | 450 km                             |
| Max. Leistung | 175 kW (237 PS)            | 225 kW (306 PS)            | 235 kW (319 PS)            | 244 kW (332 PS)            | 225 kW (306 PS)            | 04/15-04/16 245 kW (333 PS) 04/16-06/16 386 kW (525 PS) | 235 kW (319 PS)            | 350 kW (475 PS)            | 386 kW (525 PS)            | P85+: 350 kW (475 PS) P85: 310 kW (421 PS) | 270 kW (367 PS)            | 280 kW (381 PS)            |                            | P85D+: 568 kW (772 PS) P85D: 515 kW (700 PS)(3) | 311 kW (423 PS)            | 386 kW (518 PS) 396 kW (539 PS) (ludicrous) | 310 kW (422 PS)                   | 515 kW (700 PS)                                            | 310 kW (422 PS)                    |
| Dauerleistung laut Anmeldung |                            |                            |                            | DE: 158 kW                 | AT: 62kW                   | AT: 60kW                                                | DE: 90 kW                  | DE: 90 kW                  | DE: 158 kW AT:66 kW        | DE: 69 kW CH: 89 kW                        | DE: 69 kW AT: 69 kW        | AT: 67 kW CH: 280 kW       |                            | DE: 66 kW                                       | DE: 66 kW                  |                                             |                                   | DE: 66 kW                                                  |                                    |
| Max. Drehmoment (0-Umax / min) | 430 Nm                     | 440 Nm                     | 440 Nm                     | 525 Nm                     | 430 Nm                     | 525 Nm                                                  | 440 Nm                     |                            | 525 Nm                     | 600 Nm                                     | 440 Nm                     | 658 Nm                     |                            | 967 Nm                                          | 660 Nm                     | 967 Nm                                      | 600 Nm                            | 967 Nm                                                     | 600 Nm                             |
| Beschleunigung 0–100 km/h | 6,5 s                      | 6,2 s                      | 5,8 s                      | 5,4 s                      | 5,9 s                      | 5,4 s                                                   | 5,8 s                      | 4,6 s                      | 4,4 s                      | 4,4 s                                      | 5,6 s                      | 4,4 s                      | 4,4 s                      | 3,3 s (insane) 3,0 s (ludicrous)                | 4,4 s                      | 3,3 s (insane) 3,0 s (ludicrous)            | 3,8 s (3,7 s für 0–60 mph(3))[59] | 2,5 s[60] (2,3 s für 0–60 mph)[61] (1,2 s für 72–105 km/h) | 4,3 s (3,8 s für 0–60) mph(3)[59]  |
| Max. Geschwindigkeit | 180 km/h                   | 190 km/h                   | 210 km/h                   | 210 km/h                   | 225 km/h                   | 225 km/h                                                | 225 km/h                   | 225 km/h                   | 225 km/h                   | 225 km/h                                   | 225 km/h                   | 250 km/h                   | 225 km/h                   | 250 km/h                                        | 250 km/h                   | 250 km/h                                    | 250 km/h                          | 250 km/h                                                   | 250 km/h                           |
| (1) Elektronisch auf 40 kWh limitierter 60-kWh-Akkumulator. (2) Elektronisch auf 60 kWh limitierter 75-kWh-Akkumulator. Kann gegen Aufpreis jederzeit freigeschaltet werden. (3) Batterielimitierte Gesamthöchstleistung; Elektromotor vorne leistet 165 kW, hinten 350 kW. \| (1) Basierend auf der offiziellen Reichweitenangabe des Herstellers (2) Batterielimitierte Motorwellen-Höchstleistung (3) nach Software-Update \| |                            |                            |                            |                            |                            |                                                         |                            |                            |                            |                                            |                            |                            |                            |                                                 |                            |                                             |                                   |                                                            |                                    |
| (1) Basierend auf der offiziellen Reichweitenangabe des Herstellers (2) Batterielimitierte Motorwellen-Höchstleistung (3) nach Software-Update |                            |                            |                            |                            |                            |                                                         |                            |                            |                            |                                            |                            |                            |                            |                                                 |                            |                                             |                                   |                                                            |                                    |

### Verbrauchsdaten
| Verbrauchsdaten Tesla Model S 2012–16 gemäß US-Agentur EPA                                                                                     | Verbrauchsdaten Tesla Model S 2012–16 gemäß US-Agentur EPA | Verbrauchsdaten Tesla Model S 2012–16 gemäß US-Agentur EPA | Verbrauchsdaten Tesla Model S 2012–16 gemäß US-Agentur EPA | Verbrauchsdaten Tesla Model S 2012–16 gemäß US-Agentur EPA |
| Modell | Baujahr                                                    | kombiniert pro 100 km                                      | Innerorts pro 100 km                                       | Autobahn pro 100 km                                        |
| --- | ---------------------------------------------------------- | ---------------------------------------------------------- | ---------------------------------------------------------- | ---------------------------------------------------------- |
| Tesla Model S (60-kWh-Batterie) | 2013                                                       | 22,0 kWh                                                   | 22,3 kWh                                                   | 21,6 kWh                                                   |
| Tesla Model S (85-kWh-Batterie) | 2012–13                                                    | 23,5 kWh                                                   | 23,8 kWh                                                   | 23,3 kWh                                                   |
| Tesla Model S Performance (85-kWh-Batterie) | 2014                                                       | 22,05 kWh                                                  | 21,7 kWh                                                   | 22,4 kWh                                                   |
| Tesla Model S P90D | 2016                                                       | 22 kWh                                                     | 23 kWh                                                     | 21 kWh                                                     |
| Anmerkung: Verbrauch basiert nicht auf NEFZ oder WLTP, sondern auf dem US-amerikanischen Äquivalent der EPA und wurden umgerechnet auf 100 km. |                                                            |                                                            |                                                            |                                                            |

Verbrauchsangaben und Energieeffizienz (Schweiz-bezogen)
Diese Angaben informieren über den Energieverbrauch und den CO2-Ausstoß von Pkw. Emissionen werden hierbei in Gramm pro gefahrenen Kilometer angegeben.
| Modell                      | Leer-gewicht /kg | Energieverbrauch in kWh/100 km | Äquiv. Verbrauch in l/100 km | CO2 g/km 1, 2 | Energieeffizienz -Kategorie |
| --------------------------- | ---------------- | ------------------------------ | ---------------------------- | ------------- | --------------------------- |
| Model S 60                  | 2045             | 18,1                           | 2,0                          | 26            | A                           |
| Model S 70                  | 2118             | 18,5                           | 2,0                          | 26            | A                           |
| Model S 75                  | 2188             | 18,5                           | 2,0                          | 26            | A                           |
| Model X 75D                 | 2523             | 20,8                           | 2,3                          | 29            | A                           |
| Model S 90D                 | 2309             | 18,9                           | 2,1                          | 26            | A                           |
| Model S P90D                | 2357             | 20,0                           | 2,2                          | 28            | A                           |
| Model S 100D                | 2376             | 18,9                           | 2,1                          | 26            | A                           |
| Model S P100D               | 2402             | 20,0                           | 2,2                          | 28            | A                           |
| Model S Maximale Reichweite | 2376             | 19                             | 2,1                          | 26            | A                           |
| Model S Performance         | 2402             | 19,3                           | 2,1                          | 27            | A                           |

Im Betrieb stößt das Tesla Model S als reines Elektroauto kein CO2, NOx oder SO2 direkt aus. Allerdings wird je nach Art der Stromproduktion in der Wirkkette „Well-to-Tank“ Primärenergie verbraucht und eine spezifische Kohlendioxid-Emission verursacht, inklusive von Treibhausgasäquivalenten, d. h. die Emissionswerte sind abhängig von der Art der Erzeugung des verwendeten Stroms, dem Land, und auch vom Zeitpunkt. In Deutschland kann man (Stand 2020) ungefähr mit einem Strommix von 500 g/kWh rechnen, Tendenz fallend. Wer zu Zeiten mit hohem Anteil von erneuerbarer Energie auflädt, kann deutlich weniger verbuchen. Ebenso kann mit der Ladung über ausschließlich erneuerbar gewonnene Energien (z. B. durch einen entsprechenden Ladetarif oder der Ladevorgang an ausschließlich solargespeisten Ladesäulen) eine praktisch emissionsfreie Fahrt sichergestellt werden.

## Produktion

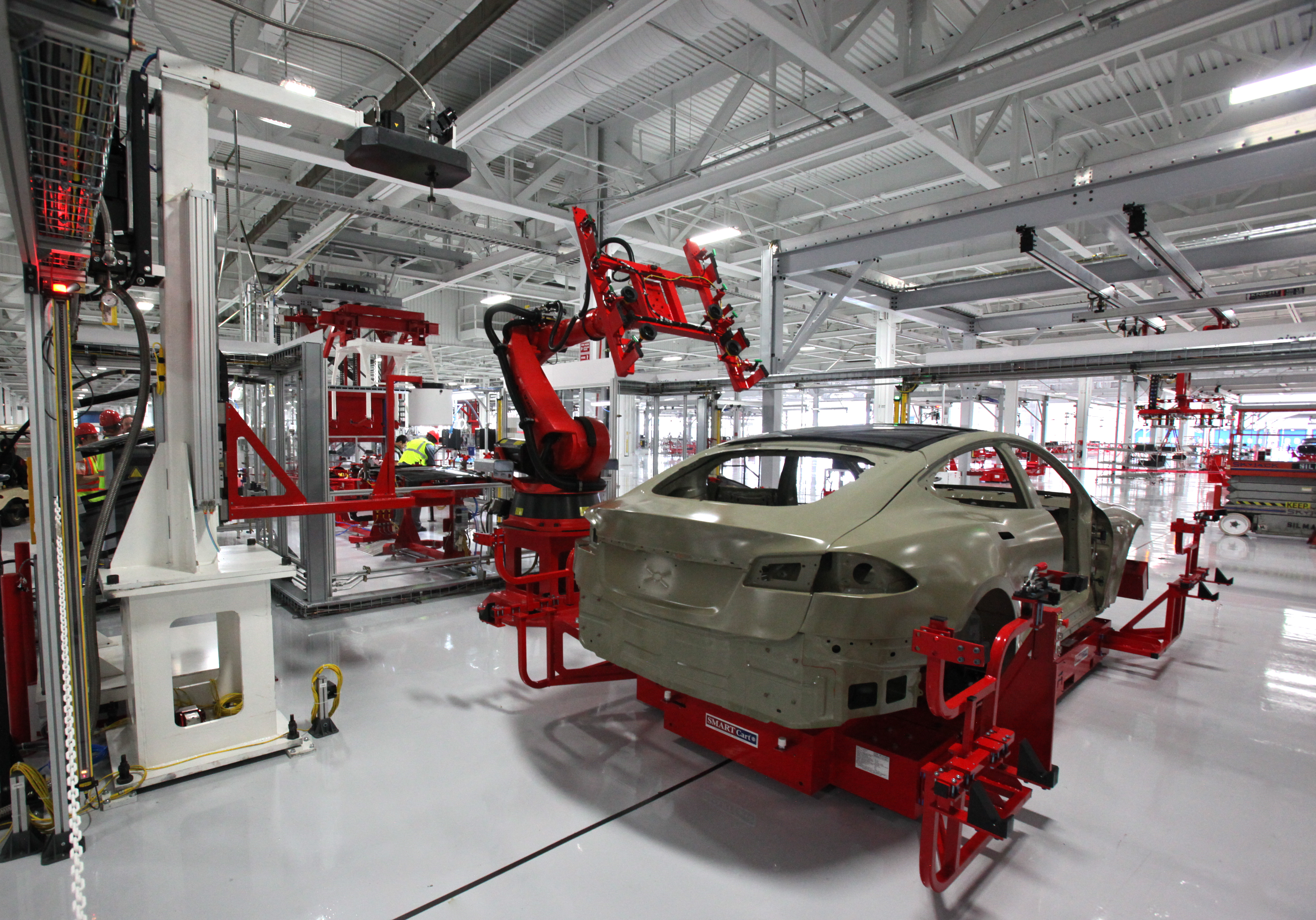
Produktion in Fremont

Tesla fertigt das Model S in seiner Fabrik im kalifornischen Fremont. Für den EU-Markt wird das Model S im niederländischen Tilburg aus CKD-Bausätzen zusammengebaut.
Die erste Auslieferung war am 22. Juni 2012. Die erste europäische Auslieferung fand im August 2013 in Oslo statt.
Im zweiten Quartal 2020 wurden mit 6.236 Fahrzeugen vergleichsweise wenige Model S und X hergestellt, die Zahl der Modelle 3 und Y war zwölfmal größer. Letzteres galt auch für das mit 16.992 Fahrzeugen deutlich bessere dritte Quartal und vierte Quartal, so dass für das Model S von Kleinserie gesprochen wird. Über das Jahr 2020 waren es 54.805 Model S und X.
| Jahr  |       |  | Stück   |         |
| 2012  | 2012  |  | 2.650   | 2.650   |
| 2013  | 2013  |  | 22.442  | 22.442  |
| 2014  | 2014  |  | 31.655  | 31.655  |
| 2015  | 2015  |  | 50.446  | 50.446  |
| 2016  | 2016  |  | 50.931  | 50.931  |
| 2017  | 2017  |  | 54.715  | 54.715  |
| 2018  | 2018  |  | 50.630  | 50.630  |
| 2019  | 2019  |  | 28.248  | 28.248  |
| Summe | Summe |  | 291.717 | 291.717 |
|       |       |  |         |         |

## Auszeichnungen und Testergebnisse
Das Model S erhielt mehrere Auszeichnungen, darunter den Motor-Trend-Preis für das Auto des Jahres 2013.
Das unabhängige amerikanische Konsumentenmagazin Consumer Reports bescheinigte dem Tesla Model S im Frühjahr 2013 das bisher beste Pkw-Testergebnis. Das Fahrzeug schnitt damit in den Tests besser ab als alle mit Verbrennungsmotoren bestückten Konkurrenten. Die US-Bundesbehörde für Straßen- und Fahrzeugsicherheit NHTSA ermittelte für das Model S im Sommer 2013 die höchsten je gemessenen Sicherheitsstandards.
Im Juli 2014 führte das Magazin auto motor und sport (AMS) in Kooperation mit dem TÜV Süd einen Test von Elektroautos unter Extrembedingungen durch. Die dabei ermittelten Reichweiten lagen weit unterhalb der Herstellerangaben. Tesla-Fahrer übten Kritik an der nach ihrer Auffassung alltagsfernen Durchführungsweise und den Testergebnissen. Nach Angaben von AMS hat Tesla signalisiert, bis auf Weiteres keine Testwagen mehr zur Verfügung stellen zu wollen und ist auf das Angebot, eine Wiederholung des Tests zu begleiten, nicht eingegangen. Der Verein „Tesla-Fahrer und -Freunde“ hat mit einer großen Anzahl an Endkunden-Fahrzeugen in einem eigenen Test sehr viel höhere Reichweiten als AMS ermittelt. Weiterhin haben Vertreter des Vereins mit eigenen Fahrzeugen an einem zweiten Test von AMS teilgenommen. In dem zweiten Test bei Dauerregen lag die erzielte Reichweite oberhalb der im ersten Test von AMS erreichten Reichweite, aber unterhalb der vom Verein ermittelten Reichweite bzw. unterhalb der Herstellerangaben.

## Marktentwicklung

### Weltweit
2014 war das Model S das zweitmeistverkaufte Elektroauto der Welt nach dem Nissan Leaf. 2015 und 2016 war es jeweils mit über 50.000 Stück das meistverkaufte E-Auto der Welt. 2017 war das Model S mit 54.715 Einheiten auf Platz zwei nach dem BAIC EC-Series. Tesla berichtete 2015, dass 68 Prozent der Model-S-Reisen in Nordamerika, 25 Prozent in Europa und sieben Prozent in Asien/Pazifik stattgefunden haben. Das Model S wurde zudem ernstzunehmender Konkurrent für die Luxusautos etablierter, vor allem deutscher Premiumhersteller, insbesondere die S-Klasse von Mercedes-Benz, den 7er von BMW und den Porsche Panamera. Nach dem Erscheinen des Model X und des kleineren Model 3 wurden im Jahr 2018 über 47.000 Model S verkauft, mehr als von der Mercedes-S-Klasse oder dem 7er-BMW. Dies galt mit über 16.000 Fahrzeugen schon 2017 für den europäischen Markt.
2019 wurde das Tesla Model S weltweit 28.248 mal verkauft.

### USA
In den Vereinigten Staaten war das Model S 2013 die mit Abstand meistverkaufte Luxuslimousine: ungefähr 18.000 Stück gegenüber 13.303 S-Klasse-Mercedes, 10.932 7er-BMW, 10.727 Lexus LS, 6.300 Audi A8 und 5.421 Porsche Panamera.
Im Jahr 2014 war das Tesla Model S die meistverkaufte Luxuslimousine mit 16.689 Stück. Im Jahr 2015 steigerte sich dies um 51 Prozent auf 25.202 Stück. Die übrigen Luxuslimousinen verloren von 2014 auf 2015 jeweils zwischen 5 und 16 Prozent an Marktanteil. 2017 verkaufte Tesla in den USA doppelt so viele Model S wie Mercedes von der S-Klasse. 2020 waren es etwa 14.500 Fahrzeuge.

### Europa
2015 wurde das Tesla Model S in Westeuropa 15.787 Mal verkauft, womit das Tesla Model S zum meistverkauften Auto in der Oberklasse in Westeuropa wurde. Der langjährige Spitzenreiter in der Oberklasse in Westeuropa, die S-Klasse von Mercedes, wurde 14.990-mal verkauft und belegte damit Platz zwei.
2017 war das Model S mit 16.132 Stück das meistverkaufte Oberklassefahrzeug in Europa. Es lag vor der S-Klasse von Mercedes (13.359 Fahrzeuge) und dem 7er von BMW (11.735 Fahrzeuge).

#### Norwegen

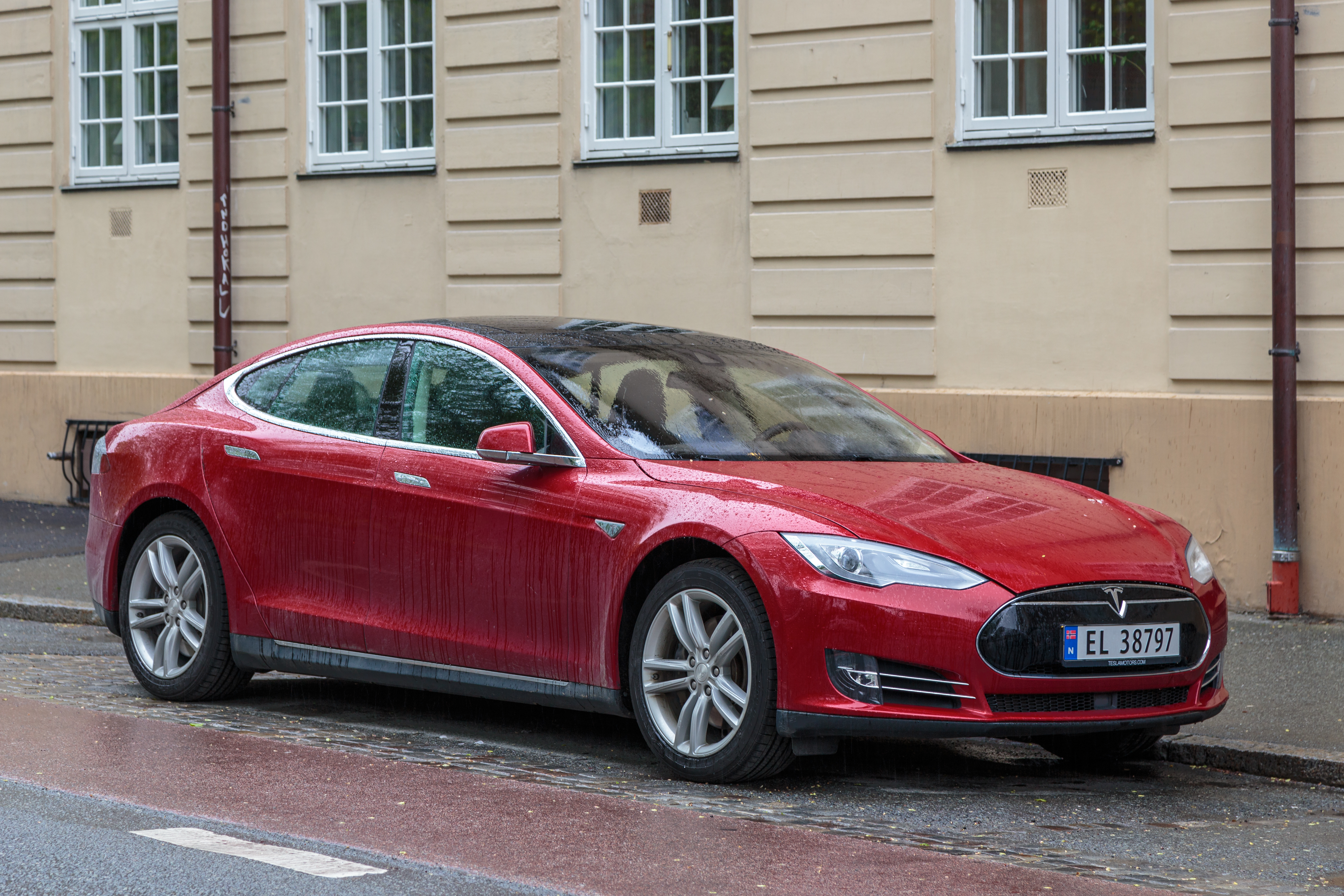
Tesla Model S in Trondheim (2015)

In Norwegen, wo für Elektroautos unter anderem nicht 25 Prozent-Mehrwertsteuer und die City-Maut erhoben werden, wurden im Jahr 2013 1983 Tesla Model S neu zugelassen, womit es auf einen Marktanteil von 1,4 Prozent und auf den 20. Platz in der Rangliste der Modelle kam.
Im September 2013, im Dezember 2013 und im März 2014 war das Model S das Modell mit den meisten monatlichen Neuzulassungen. Im März 2014 stellte das Model S einen neuen Rekord für die meisten Neuzulassungen in einem Monat auf: 1493 Stück, was einem Marktanteil von 10,8 Prozent entspricht.
Im Jahr 2014 kam das Model S mit 4040 neu zugelassenen Fahrzeugen auf einen Marktanteil von 2,8 Prozent und auf den fünften Platz in der Rangliste der Modelle. 2015 war das Model S noch die einzige Möglichkeit, auf ein Elektroauto umzusteigen, bis 2021 hat sich das Angebot vergrößert. Außerdem wurde in einigen Fällen die Tesla-Servicequalität bemängelt. Infolgedessen lag Tesla mit etwa 7.700 Exemplaren des Model 3 im Jahr 2020 hier nicht mehr an der Spitze, sondern im Mittelfeld. 2022 lag Tesla mit 12,2 % Marktanteil (über 21.000 Exemplare) auf dem ersten Platz, gefolgt von VW und BMW.

#### Deutschland
| 183 \| \| |
|           |

|  |

| 183 \| \| |
|           |

|  |

| 812 \| \| |
|           |

|  |

| 3 \| \| |
|         |

|  |

| 812 \| \| |
|           |

|  |

| 3 \| \| |
|         |

|  |

| 262 \| \| |
|           |

|  |

| 1.320 \| \| |
|             |

|  |

| 262 \| \| |
|           |

|  |

| 1.320 \| \| |
|             |

|  |

| 114 \| \| |
|           |

|  |

| 1.360 \| \| |
|             |

|  |

| 114 \| \| |
|           |

|  |

| 1.360 \| \| |
|             |

|  |

| 446 \| \| |
|           |

|  |

| 1.795 \| \| |
|             |

|  |

| 446 \| \| |
|           |

|  |

| 1.795 \| \| |
|             |

|  |

| 36 \| \| |
|          |

|  |

| 1.212 \| \| |
|             |

|  |

| 36 \| \| |
|          |

|  |

| 1.212 \| \| |
|             |

|  |

| 1 \| \| |
|         |

|  |

| 980 \| \| |
|           |

|  |

| 1 \| \| |
|         |

|  |

| 980 \| \| |
|           |

|  |

| 777 \| \| |
|           |

|  |

| 777 \| \| |
|           |

|  |

| 15 \| \| |
|          |

|  |

| 15 \| \| |
|          |

|  |

| 448 \| \| |
|           |

|  |

| 448 \| \| |
|           |

|  |

| 1.240 \| \| |
|             |

|  |

| 1.240 \| \| |
|             |

|  |

| 364 \| \| |
|           |

|  |

| 364 \| \| |
|           |

|  |

| 183 \| \| |
|           |

|  |

| 183 \| \| |
|           |

|  |

| 812 \| \| |
|           |

|  |

| 3 \| \| |
|         |

|  |

| 812 \| \| |
|           |

|  |

| 3 \| \| |
|         |

|  |

| 262 \| \| |
|           |

|  |

| 1.320 \| \| |
|             |

|  |

| 262 \| \| |
|           |

|  |

| 1.320 \| \| |
|             |

|  |

| 114 \| \| |
|           |

|  |

| 1.360 \| \| |
|             |

|  |

| 114 \| \| |
|           |

|  |

| 1.360 \| \| |
|             |

|  |

| 446 \| \| |
|           |

|  |

| 1.795 \| \| |
|             |

|  |

| 446 \| \| |
|           |

|  |

| 1.795 \| \| |
|             |

|  |

| 36 \| \| |
|          |

|  |

| 1.212 \| \| |
|             |

|  |

| 36 \| \| |
|          |

|  |

| 1.212 \| \| |
|             |

|  |

| 1 \| \| |
|         |

|  |

| 980 \| \| |
|           |

|  |

| 1 \| \| |
|         |

|  |

| 980 \| \| |
|           |

|  |

| 777 \| \| |
|           |

|  |

| 777 \| \| |
|           |

|  |

| 15 \| \| |
|          |

|  |

| 15 \| \| |
|          |

|  |

| 448 \| \| |
|           |

|  |

| 448 \| \| |
|           |

|  |

| 1.240 \| \| |
|             |

|  |

| 1.240 \| \| |
|             |

|  |

| 364 \| \| |
|           |

|  |

| 364 \| \| |
|           |

|  |

| 183 \| \| |
|           |

|  |

| 183 \| \| |
|           |

|  |

| 812 \| \| |
|           |

|  |

| 3 \| \| |
|         |

|  |

| 812 \| \| |
|           |

|  |

| 3 \| \| |
|         |

|  |

| 262 \| \| |
|           |

|  |

| 1.320 \| \| |
|             |

|  |

| 262 \| \| |
|           |

|  |

| 1.320 \| \| |
|             |

|  |

| 114 \| \| |
|           |

|  |

| 1.360 \| \| |
|             |

|  |

| 114 \| \| |
|           |

|  |

| 1.360 \| \| |
|             |

|  |

| 446 \| \| |
|           |

|  |

| 1.795 \| \| |
|             |

|  |

| 446 \| \| |
|           |

|  |

| 1.795 \| \| |
|             |

|  |

| 36 \| \| |
|          |

|  |

| 1.212 \| \| |
|             |

|  |

| 36 \| \| |
|          |

|  |

| 1.212 \| \| |
|             |

|  |

| 1 \| \| |
|         |

|  |

| 980 \| \| |
|           |

|  |

| 1 \| \| |
|         |

|  |

| 980 \| \| |
|           |

|  |

| 777 \| \| |
|           |

|  |

| 777 \| \| |
|           |

|  |

| 15 \| \| |
|          |

|  |

| 15 \| \| |
|          |

|  |

| 448 \| \| |
|           |

|  |

| 448 \| \| |
|           |

|  |

| 1.240 \| \| |
|             |

|  |

| 1.240 \| \| |
|             |

|  |

| 364 \| \| |
|           |

|  |

| 364 \| \| |
|           |

|  |

| 183 \| \| |
|           |

|  |

| 183 \| \| |
|           |

|  |

| 812 \| \| |
|           |

|  |

| 3 \| \| |
|         |

|  |

| 812 \| \| |
|           |

|  |

| 3 \| \| |
|         |

|  |

| 262 \| \| |
|           |

|  |

| 1.320 \| \| |
|             |

|  |

| 262 \| \| |
|           |

|  |

| 1.320 \| \| |
|             |

|  |

| 114 \| \| |
|           |

|  |

| 1.360 \| \| |
|             |

|  |

| 114 \| \| |
|           |

|  |

| 1.360 \| \| |
|             |

|  |

| 446 \| \| |
|           |

|  |

| 1.795 \| \| |
|             |

|  |

| 446 \| \| |
|           |

|  |

| 1.795 \| \| |
|             |

|  |

| 36 \| \| |
|          |

|  |

| 1.212 \| \| |
|             |

|  |

| 36 \| \| |
|          |

|  |

| 1.212 \| \| |
|             |

|  |

| 1 \| \| |
|         |

|  |

| 980 \| \| |
|           |

|  |

| 1 \| \| |
|         |

|  |

| 980 \| \| |
|           |

|  |

| 777 \| \| |
|           |

|  |

| 777 \| \| |
|           |

|  |

| 15 \| \| |
|          |

|  |

| 15 \| \| |
|          |

|  |

| 448 \| \| |
|           |

|  |

| 448 \| \| |
|           |

|  |

| 1.240 \| \| |
|             |

|  |

| 1.240 \| \| |
|             |

|  |

| 364 \| \| |
|           |

|  |

| 364 \| \| |
|           |

|  |

|  | Hinterradantrieb (1.854) |

|  | Hinterradantrieb (1.854) |

|  | Allradantrieb (9.514) |

|  | Allradantrieb (9.514) |

#### Schweiz und Liechtenstein

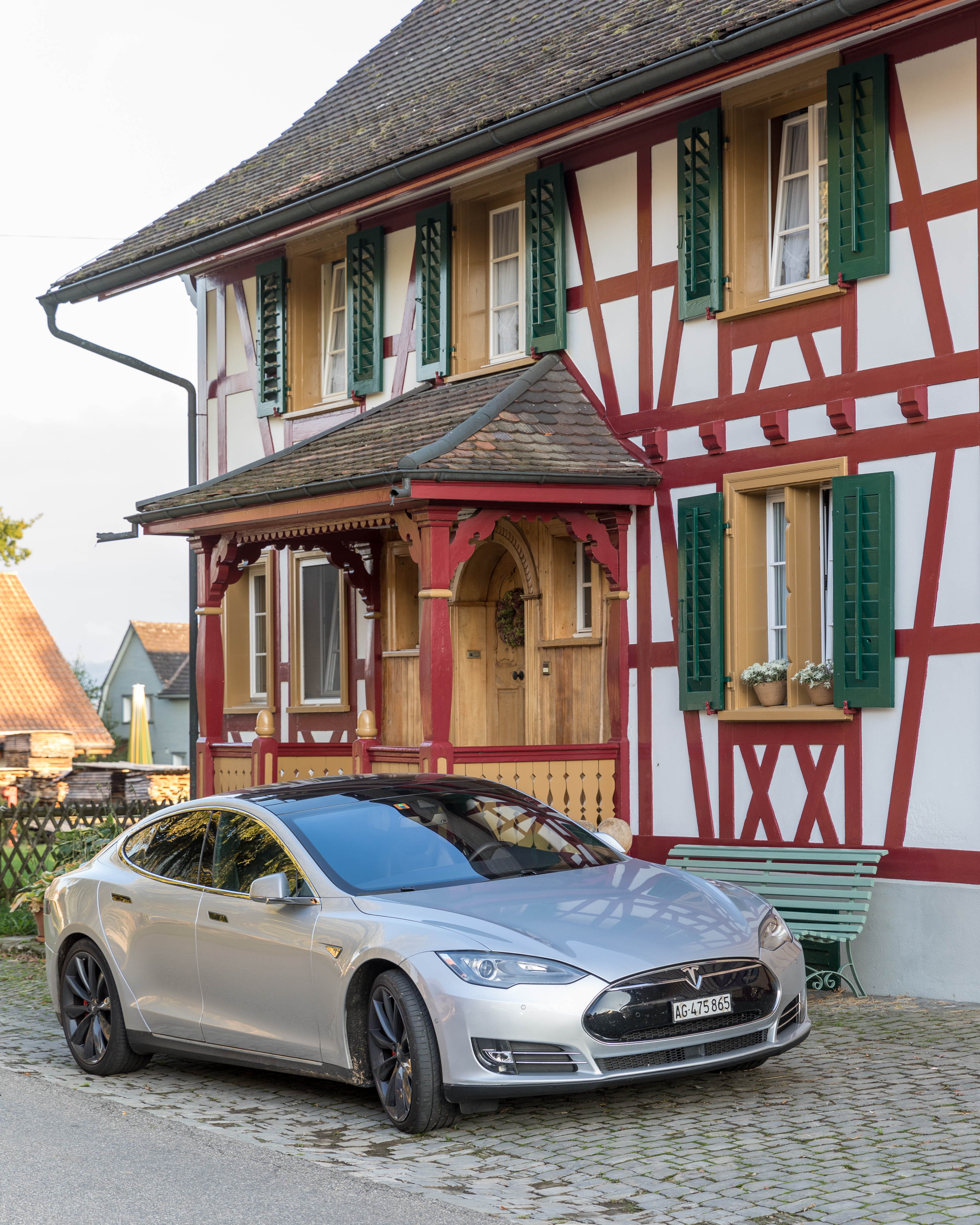
Schweiz 2018

In der Schweiz gibt es grundsätzlich keine Subventionen beim Kauf von Elektroautos, eine Ausnahme ist der Kanton Thurgau. Bis zum 1. Januar 2024 waren Elektroautos (in der Schweiz) steuerfrei. Seit dem 1. Januar 2024 werden auch Elektroautos (schweizweit) mit einer Automobilsteuer von vier Prozent belegt. 2013 wurden in der Schweiz und in Liechtenstein 213 Tesla Model S neu zugelassen, im gleichen Zeitraum 232 Porsche Panamera, 189 Mercedes-Benz S-Klasse, 163 BMW 7er, 118 Audi A8 und 15 VW Phaeton.
2014 wurden in der Schweiz und in Liechtenstein 496 Tesla Model S neu zugelassen, im gleichen Zeitraum 678 Mercedes-Benz S-Klasse, 199 Porsche Panamera, 158 Audi A8, 132 BMW 7er und 6 VW Phaeton.
2015 wurden in der Schweiz 1556 Tesla Model S neu zugelassen, im gleichen Zeitraum 776 Mercedes-Benz S-Klasse, 168 Porsche Panamera, 100 Audi A8, 192 BMW 7er und 6 VW Phaeton.
2017 wurden in der Schweiz total 2024 Tesla Model S und X neu zugelassen.
2018 wurden (neben 625 Model X) 837 Model S neu zugelassen, 2019 505 Model S; 2020 waren es 391 Model S (neben 602 Model X und über 5050 Exemplaren des Model 3).

#### Österreich

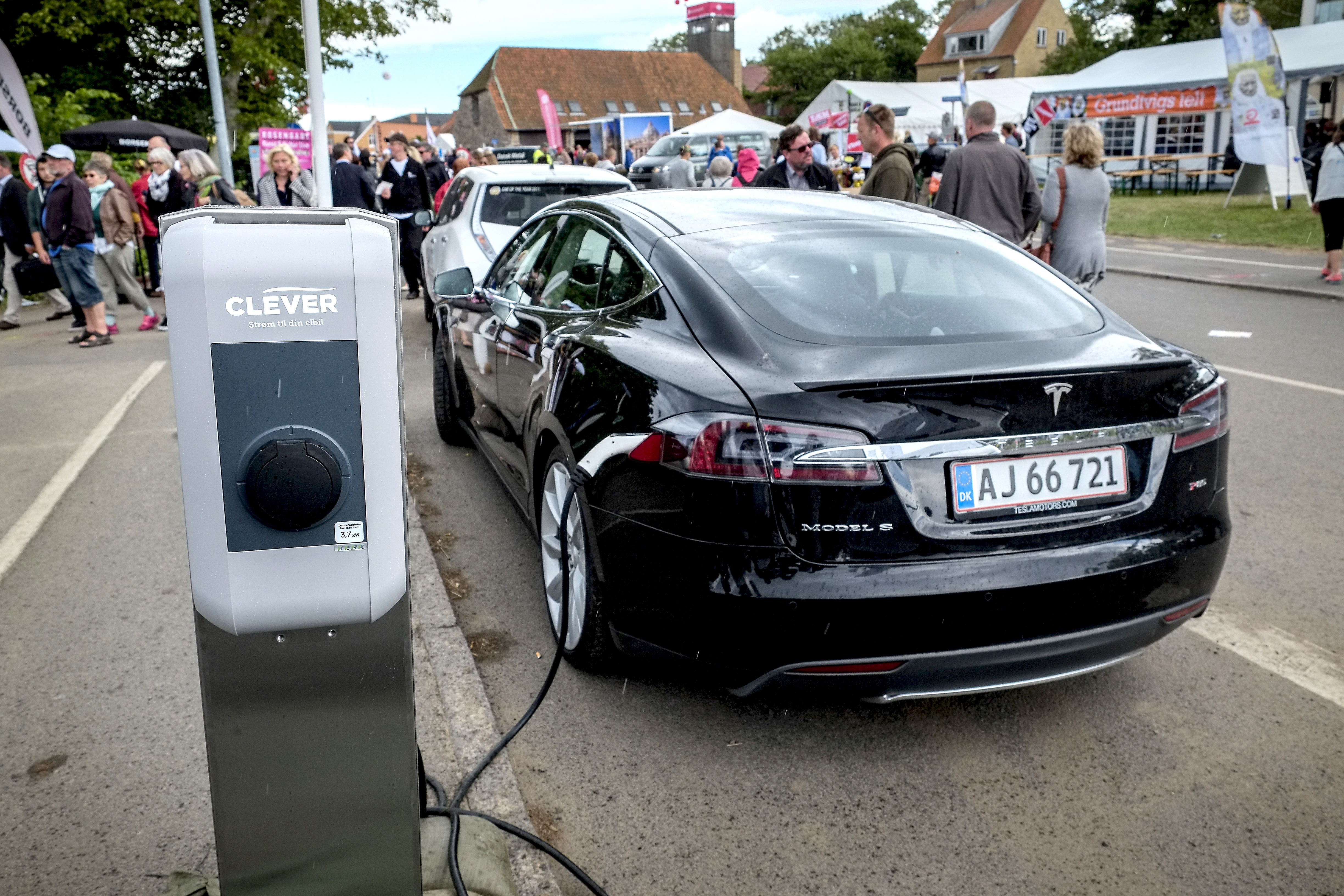
Model S, Dänemark 2014

In Österreich wurden 2013 50 Fahrzeuge der Marke Tesla (einschließlich übriger Modelle) neu zugelassen, 2014 waren es 136 Stück, 2015 492 Stück und 2016 717 Stück, davon 575 Model S und 142 Exemplare des Model X.

#### Restliches Europa
Dänemark
2013 wurden in Dänemark 112 Tesla Model S neu zugelassen, 2014 waren es 460 und im Folgejahr 2.738 Einheiten.
Finnland
2013 wurden in Finnland zwei Tesla Model S neu zugelassen, 2014 waren es 89 und 2015 wurden 144 Einheiten zugelassen. 2017 waren es 149, 2018 118 Fahrzeuge.
Großbritannien
2014 wurden in Großbritannien 718 Tesla Model S neu zugelassen. 2017 waren es 2.640, 2019 1.233 Fahrzeuge.
Niederlande
2013 wurden in den Niederlanden 1.194 Tesla Model S verkauft. Bei BMW 7er, Mercedes S-Klasse, Audi A8/S8 und Porsche Panamera lag der Absatz jeweils unter 200 Stück. 2014 wurden 1.465 Tesla Model S verkauft. 2017 waren es 2.031, 2018 5.641, 2019 522, 2020 292 Fahrzeuge. 2020 wurden aber auch über 8.250 Model 3 und 299 Model X zugelassen.
Schweden
2013 wurden in Schweden fünf Tesla Model S neu zugelassen, 2014 waren es 267 Stück. 2015 waren es 996 und im ersten Quartal 2016 198; 2017 800, 2019 1.355 und im Jahr 2020 894 Exemplare des Model S.
Italien
2013 wurden in Italien 19 Tesla Model S neu zugelassen, 2014 waren es 53 Stück.
Lettland
2013 wurde in Lettland ein Tesla Model S neu zugelassen, 2014 waren es drei Stück.
Spanien
2013 wurde in Spanien ein Tesla Model S neu zugelassen, 2014 waren es 15 und 2015 wiederum nur 10 Stück. 2018 163 (neben 160 Model X), 2020 107 Model S (neben 141 Model X und über 1.200 Model 3).
Slowenien

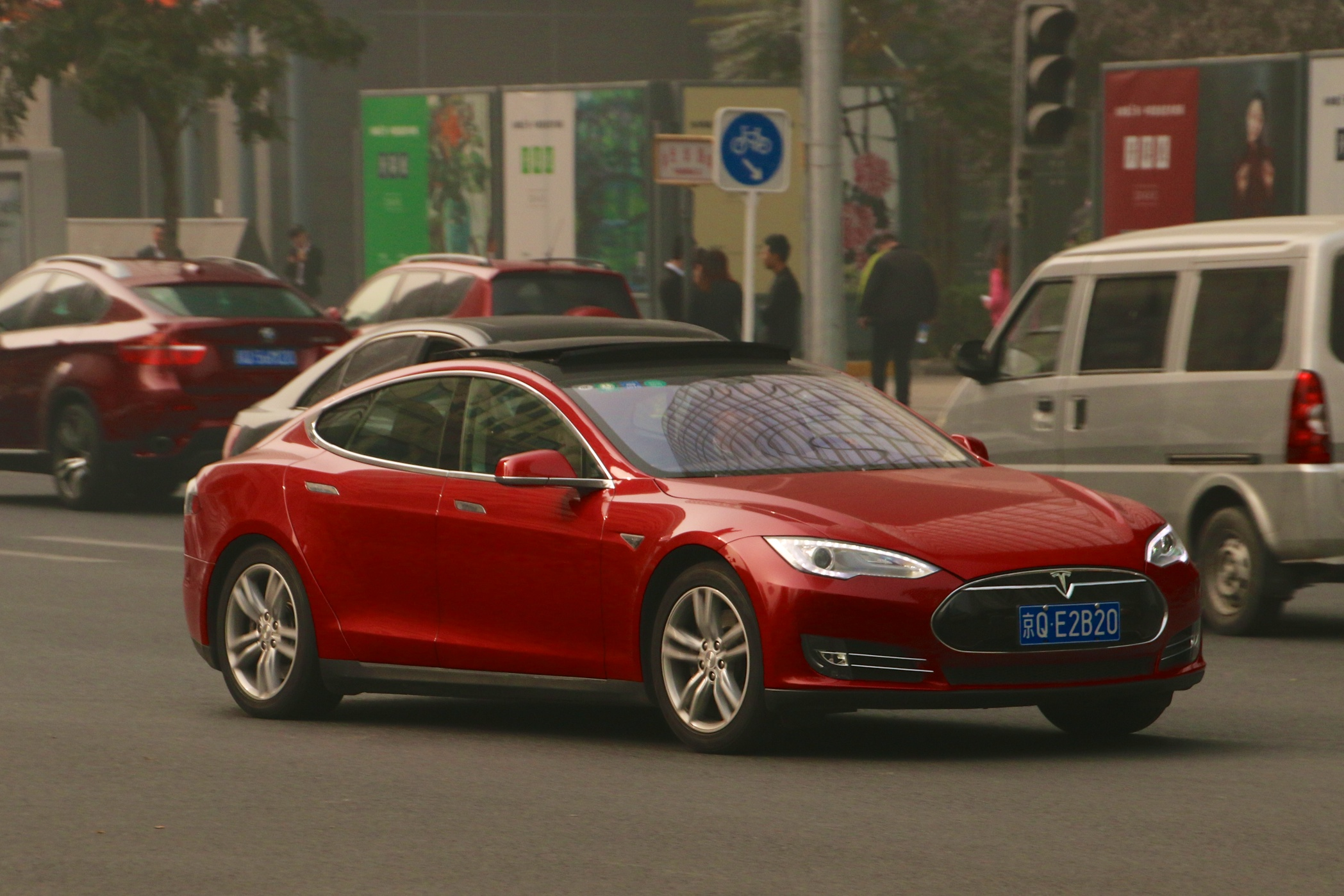
Model S, Peking Oktober 2014

2013 wurden in Slowenien drei Tesla Model S neu zugelassen, 2014 waren es 13 Stück.

### China
Verkaufsstart des Model S in China war im April 2014. Bis Ende März 2015 wurden 5042 Model S importiert. Als „verkauft“ gelten jedoch nur diejenigen, deren Besitzer eine Lizenz für die Zulassung erworben haben. Diese belaufen sich bis Ende März 2015 auf etwa 3550 Stk.
Tesla ist der erste ausländische Automobilproduzent, der in einigen Ballungsräumen von einem staatlichen Programm profitiert, das Lizenzen für emissionsarme oder -freie Fahrzeuge kostenfrei vergibt.

## Rückrufaktionen
Wegen fehlerhafter Montage des vorderen Kofferraums (Frunk; von engl. front trunk) wurden im Dezember 2021 fast 120.000 in den USA und 20.000 importierte Exemplare in China in die Werkstätten beordert.